# Умершие в феврале 2019 года
Это список известных людей, соответствующих установленным критериям значимости (см. Википедия:Критерии значимости персоналий), умерших в феврале 2019 года.
Причина смерти указывается лишь в исключительных случаях (убийство, самоубийство, гибель в результате военных действий, смертная казнь, ДТП или несчастные случаи). В остальных случаях — не указывается.

## 28 февраля

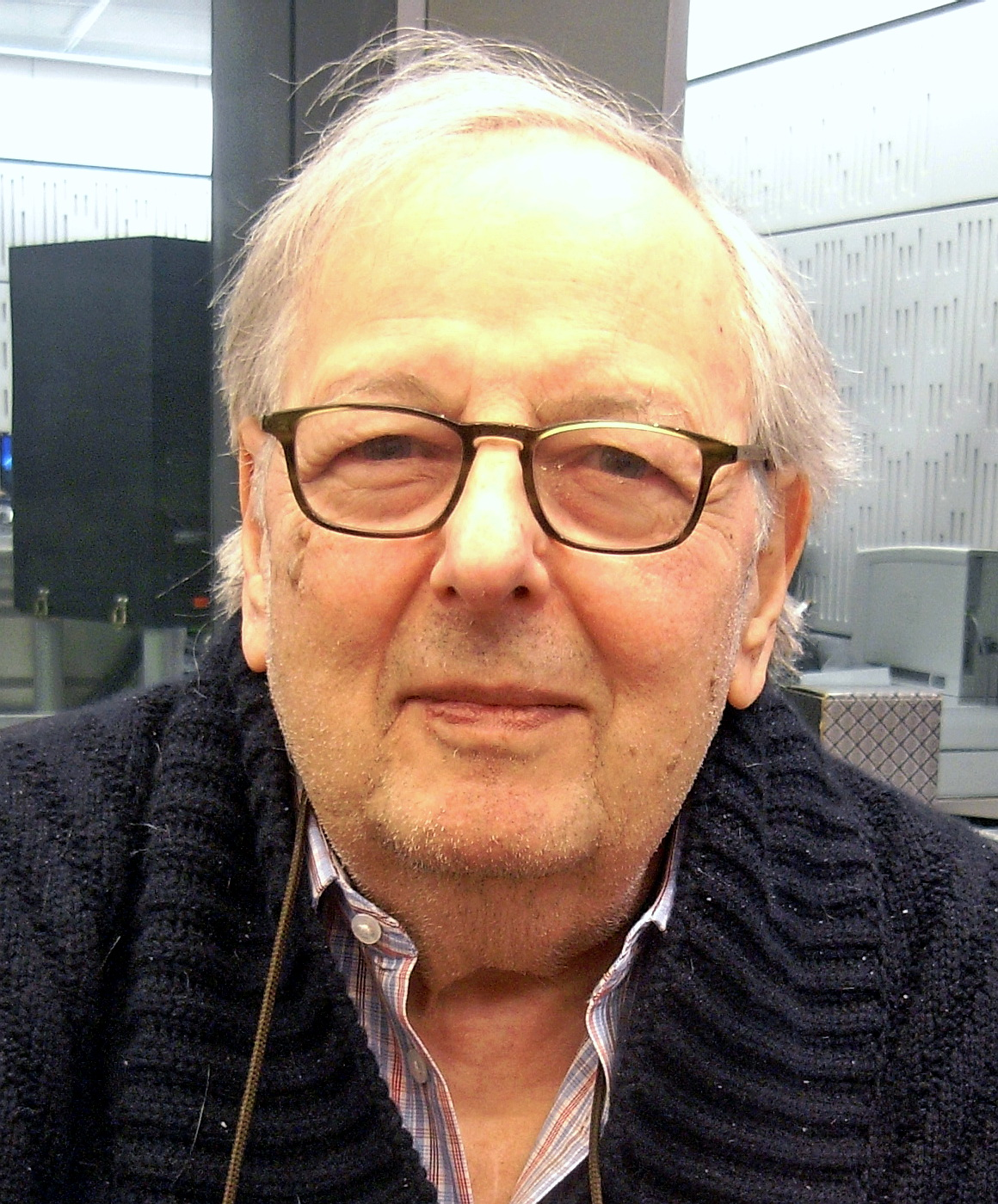
Андре Превин

- Арсальюс, Ксабьер (86) — испанский политический деятель, президент Баскской националистической партии (1980—1984, 1987—2004), член Конгресса депутатов (1977—1980)[1].
- Ахмедов, Сулейман Ханович (83) — советский и российский филолог, доктор филологических наук, профессор[2].
- Бегер, Михаил Леонидович (76) — советский и российский поэт, народный поэт Карачаево-Черкесии[3].
- Бенитес, Мария (60) — чилийский государственный деятель, министр окружающей среды (2010—2014)[4].
- Джирард, Джо (90) — американский торговец автомобилями, признанный Книгой рекордов Гиннесса самым успешным в своем деле[5].
- Иерофей (Петракис) (89) — епископ Александрийской православной церкви на покое, титулярный епископ Элевсинский (с 1977 года)[6].
- Кийко, Геннадий Васильевич (79) — украинский организатор производства, директор завода «Днепроспецсталь» (1991—1999), лауреат Государственной премии Украины (1996)[7].
- Микеладзе, Джемал (Джемо Тбилисский) (43) — российский и грузинский деятель криминального мира[8].
- Пеха, Иржи (74) — чешский актёр[9][10].
- Превин, Андре (89) — американский пианист, дирижёр и композитор, обладатель премий «Оскар» (1959, 1960, 1964, 1965) за музыку к кинофильмам[11].
- Хаджинов, Леонид Петрович (91) — советский и украинский организатор производства, директор завода «Запорожтрансформатор» (1978—2001)[12].

## 27 февраля

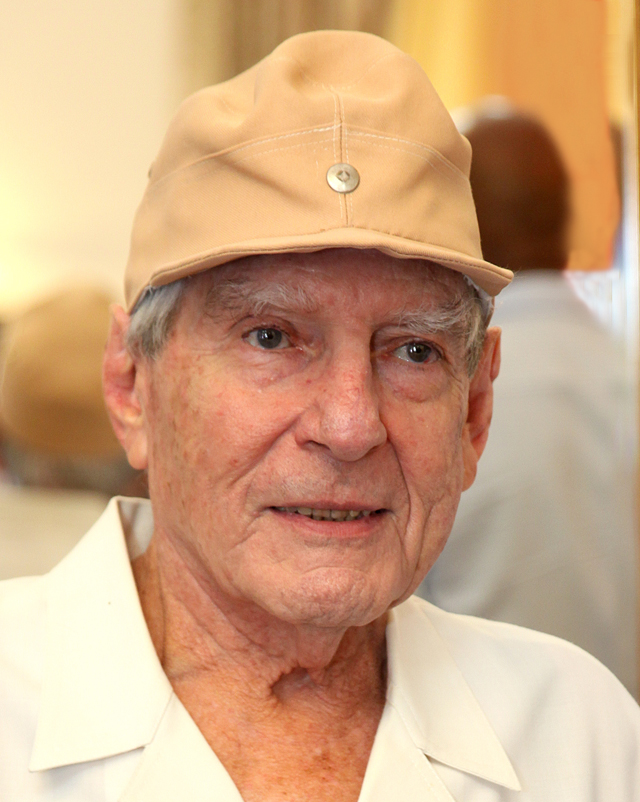
Франс Альбер Рене

- Адхикари, Рабиндра (49) — непальский государственный деятель, министр культуры, туризма и гражданской авиации (с 2018 года); крушение вертолёта[13].
- Йованович, Обрад (70) — сербский художник[14].
- Кайдаров, Абдуали Туганбаевич (94) — советский и казахстанский языковед, тюрколог, академик Академии наук Казахской ССР (1984)[15].
- Мерримен, Джерри (86) — американский изобретатель, один из создателей портативного микрокалькулятора[16].
- Рене, Франс-Альбер (83) — сейшельский государственный, политический и общественный деятель, премьер-министр (1976—1977) и президент (1977—2004) Сейшельских островов[17].
- Сен-Мари, Мишель (81) — французский государственный деятель, депутат парламента Франции (до 2012), председатель общества дружбы «Франция — Оман»[18].
- Сковрон, Януш (61) — польский джазовый пианист, композитор и аранжировщик[19].
- Сэндом, Дуг (89) — английский музыкант, барабанщик рок-группы The Who[20].
- Уильямс, Вилли (87) — американский спринтер, рекордсмен мира в беге на 100 метров (1956)[21].
- Федосеев, Владислав Александрович (83) — советский и российский драматург и киносценарист[22].
- Флетьо, Пьеретт (77) — французская писательница, лауреат Гонкуровской премии (1985) и премии Фемина (1990)[23].

## 26 февраля

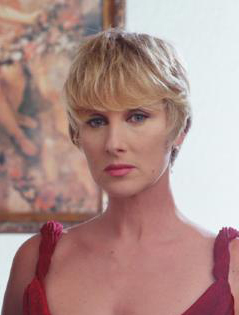
Кристиан Бах

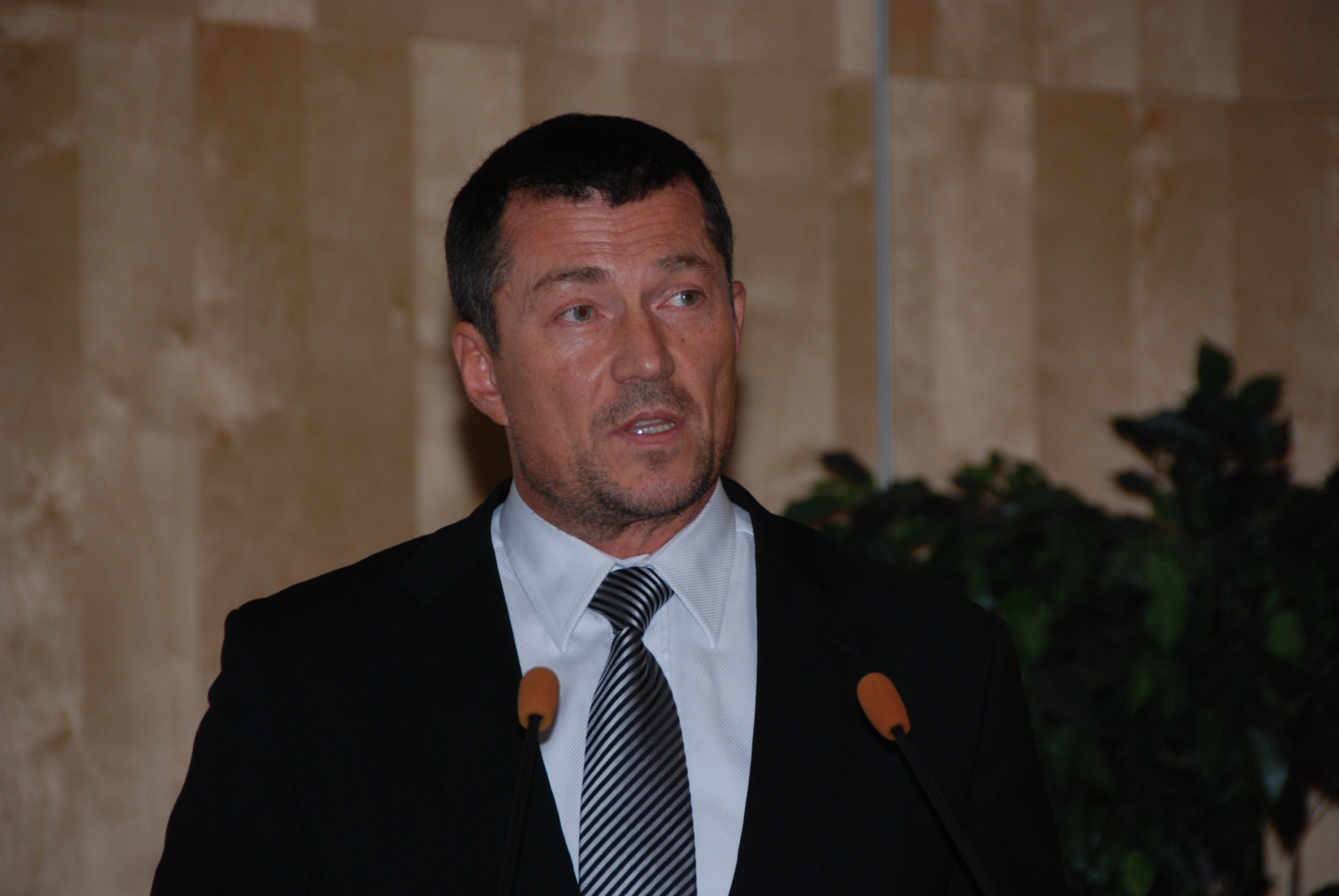
Андрейс Жагарс

- Андерсон, Энди (68) — британский рок-музыкант, барабанщик (The Cure, The Glove)[24].
- Бах, Кристиан (59) — аргентинская и мексиканская актриса и телепродюсер[25].
- Бодар, Мэг (103) — французский продюсер[26].
- Горбовский, Глеб Яковлевич (87) — русский поэт и прозаик[27].
- Жагарс, Андрейс (60) — латвийский актёр и режиссёр, работавший в СССР и Латвии, директор Латвийской национальной оперы (1996—2013)[28].
- Жаков, Арсений Львович (68) — русский советский, классический гитарист, композитор, педагог [www.geni.com/people/Арсений-Жаков/6000000005435648035].
- Маккарри, Чарльз (88) — американский писатель[29].
- Нильссон, Ивар (85) — шведский конькобежец, бронзовый призёр чемпионата мира по конькобежному спорту в классическом многоборье в Москве (1962)[30].
- Панцулая, Мамука (51) — советский и грузинский футболист, нападающий, игрок тбилисского «Динамо» (1985—1989)[31].
- Помейе, Иржи (54) — чешский кинорежиссёр и киноактёр[32].
- Соловьянчик, Александр Романович (80) — советский и российский учёный в области транспортного строительства, доктор технических наук, профессор, заслуженный деятель науки и техники РФ[33].

## 25 февраля

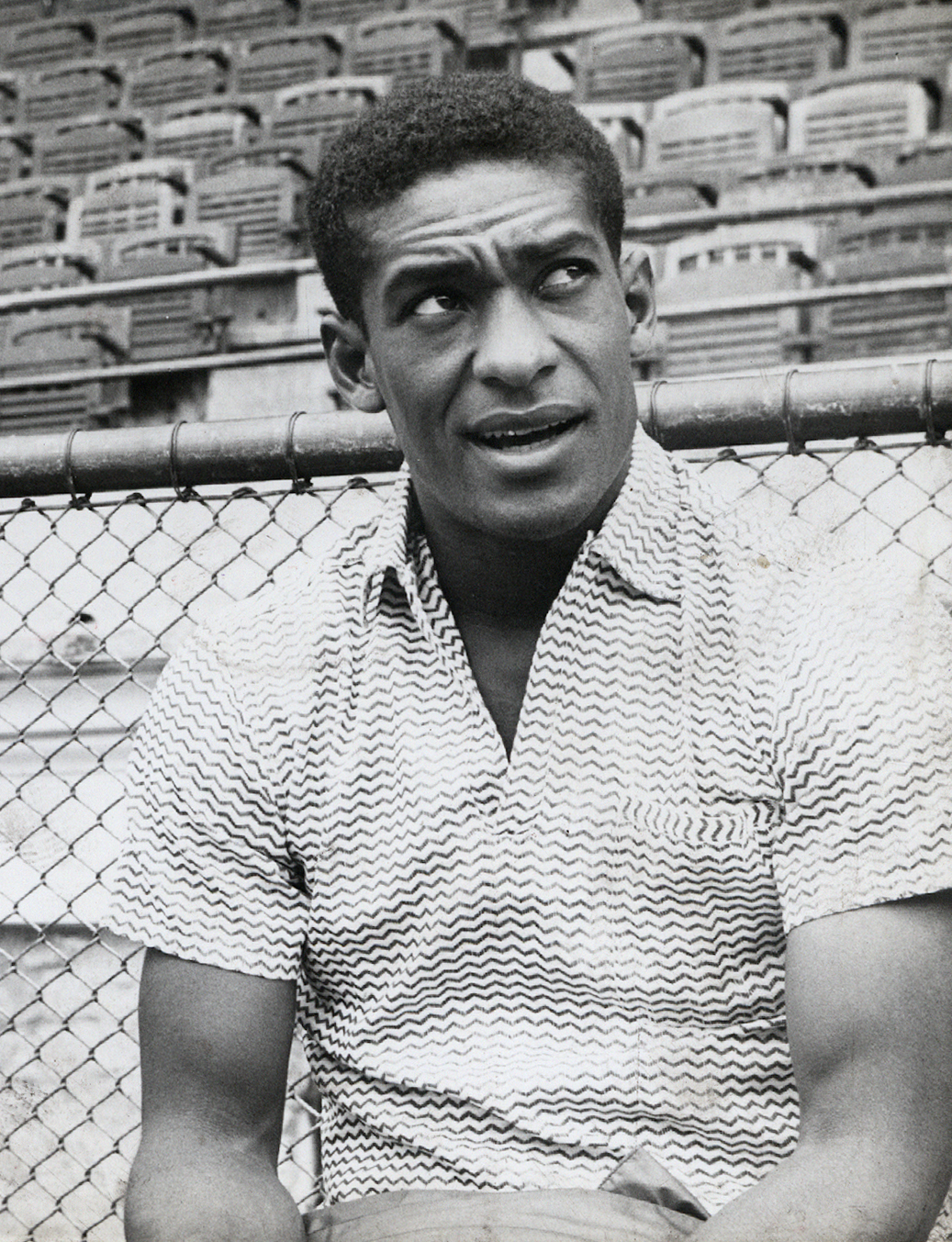
Валдо Машадо

- Вудворд, Морган (93) — американский киноактёр[34].
- Дамбаев, Даширабдан Дамбаевич (70) — советский и российский бурятский поэт[35].
- Дарзаман, Заудат Харисович (73) — советский и российский татарский писатель[36].
- Ивашкин, Юрий Алексеевич (79) — советский и российский учёный в области компьютерных технологий, доктор технических наук, профессор[37].
- Линдберг, Магнус (66) — шведский поп-певец и музыкант[38].
- Личиницер, Михаил Романович (79) — советский и российский онколог, академик РАН (2011)[39].
- Любович, Михаил Ефимович (56) — российский бизнесмен, сооснователь компании «Союзконтракт»[40].
- Малашенко, Игорь Евгеньевич (64) — российский политолог и тележурналист, генеральный директор ТОО «Телекомпания „НТВ“» (1993—1997); самоубийство[41].
- Машадо, Валдо (84) — бразильский футболист[42].
- Ногейра Нету, Паулу (96) — бразильский эколог и биолог[43].
- Носов, Евгений Николаевич (69) — российский историк и археолог, член-корреспондент РАН (2000)[44].
- Сондерс, Джеральдин (95) — американская писательница[45].
- Статных, Николай Семëнович (69) — советский и российский художник[46].
- Тихонов, Александр Иванович (80) — украинский учёный-фармацевт, специалист по продуктам пчеловодства, заслуженный профессор Национального фармацевтического университета Украины (2005). Заслуженный деятель науки и техники УССР (1990). Лауреат Государственной премии Украины в области науки и техники (2013)[47].
- Ульманн, Аньез (91) — французский биохимик и микробиолог[48].
- Ушкалов, Леонид Владимирович (62) — украинский филолог[49].
- Холлис, Марк (64) — британский рок-певец и музыкант, вокалист группы Talk Talk[50].
- Шейн, Джеки (78) — американская соул-певица.
- Шеридан, Лиза (44) — американская киноактриса[51].

## 24 февраля

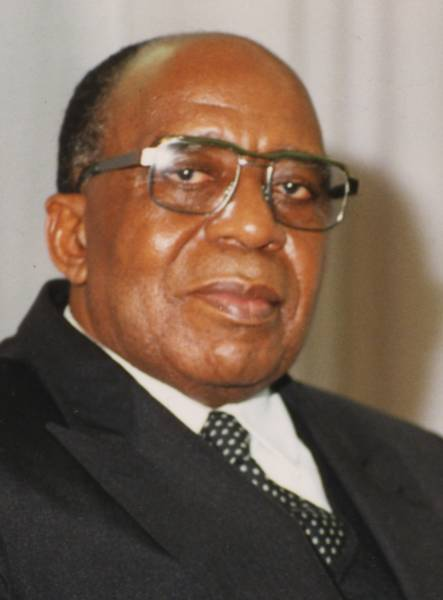
Антуан Гизенга

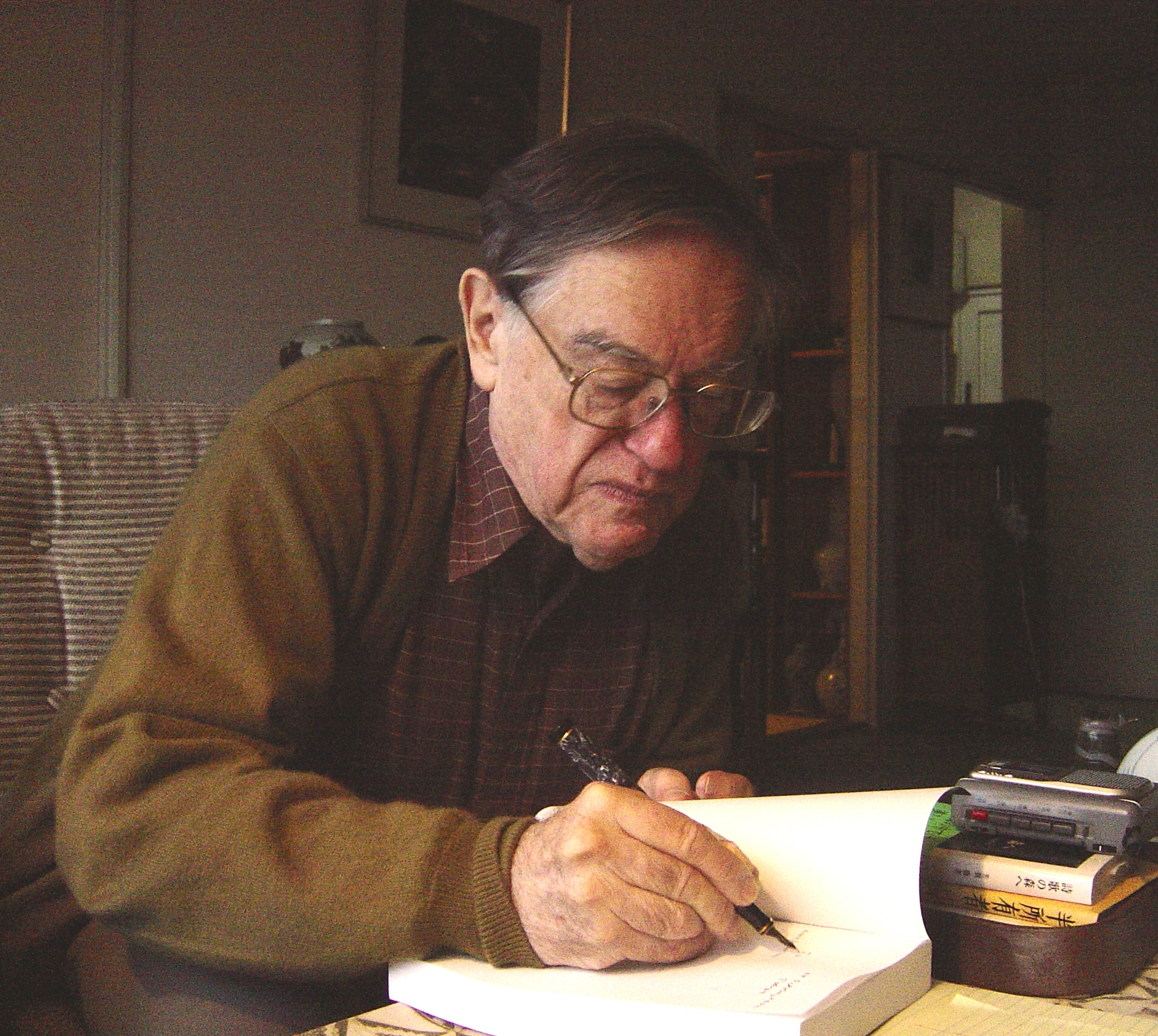
Дональд Кин

- Барабтарло, Геннадий Александрович (70) — советский и американский литературовед и переводчик[52].
- Белло, Раймон (89) — французский футболист, играл на позиции полузащитника. Бронзовый призёр чемпионата мира в Швеции (1958)[53].
- Блатов, Игорь Анатольевич (72) — советский и российский дипломат, Чрезвычайный и Полномочный Посол России в Туркменистане (2006—2011), сын дипломата А. И. Блатова[54].
- Блэкуэлл, Пол (64) — австралийский актёр[55].
- Гизенга, Антуан (93) — конголезский государственный деятель, премьер-министр Демократической Республики Конго (1960—1961, 2006—2008)[56].
- Дубас, Николай Васильевич (Микола Дубас) (86) — украинский писатель и публицист[57].
- Захидов, Марат Тешаевич (78) — узбекский правозащитник, генеральный секретарь Международного общества прав человека[58].
- Кавтелашвили, Дуглас Петрович (72) — советский, российский и грузинский регбист, тренер и спортивный менеджер[59].
- Кин, Дональд Лоуренс (96) — американский японовед и переводчик[60].
- Ли Сюэцинь (85) — китайский историк и палеогеограф[61].
- Майоро, Найантика (88) — кенийский легкоатлет (бег на длинные дистанции), участник Олимпийских игр 1956 и 1960 годов[62].
- Марченко, Леонид Васильевич (79) — советский и украинский общественный деятель, директор музея-заповедника «Херсонес Таврический» (1985—2011), заслуженный работник культуры Украины[63].
- Можейко, Андрей (40) — латвийский театральный актёр, артист Рижского русского драматического театра имени М. Чехова (с 2005)[64].
- Носань, Сергей Лукич (79) — украинский писатель[65].

## 23 февраля

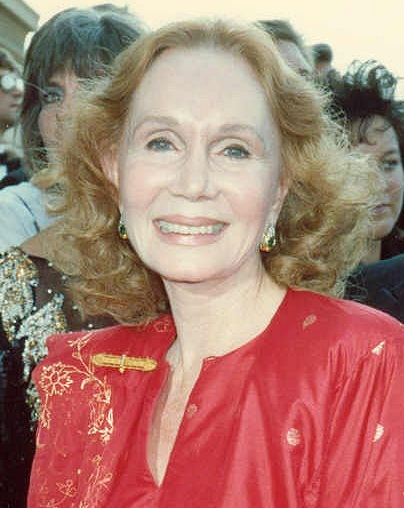
Кэтрин Хелмонд

- Аньелли, Марелла (91) — итальянская модель и фотограф[66].
- Гриненко, Александр Яковлевич (74) — советский и российский нарколог, академик РАМН (2005—2013), академик РАН (2013)[67].
- Журавлёв, Борис Иванович (71) — советский футболист, тренер[68].
- Колодуб, Лев Николаевич (88) — советский и украинский композитор[69].
- Масука, Дороти (83) — зимбабвийская джазовая певица[70].
- Медвецкая-Лутак, Эдита Фёдоровна (86) — советская, украинская и венгерская художница декоративно-прикладного искусства, живописец, график. Заслуженный художник УССР (1985)[71].
- Михтюк, Владимир Алексеевич (81) — советский и украинский военачальник, генерал-лейтенант ВС СССР (1989), генерал-полковник ВСУ (1994)[72].
- Толстых, Валентин Иванович (89) — советский и российский философ, доктор философских наук (1972)[73].
- Уайзман, Мак (93) — американский певец стиля блюграсс[74].
- Хелмонд, Кэтрин (89) — американская актриса театра, кино и телевидения[75].

## 22 февраля

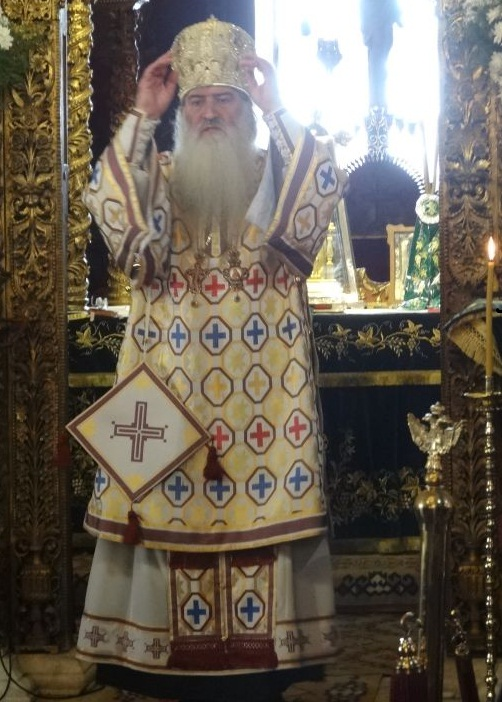
Иоанн (Стойков)

- Ван Енин (92) — китайский физик, академик Китайской академии наук (1991)[76].
- Гейбл, Кларк Джеймс (30) — американский актёр и телеведущий, внук Кларка Гейбла[77].
- Золотов, Леонид Сергеевич (77) — советский и российский военачальник, генерал-полковник (1996), начальник Военной академии имени М. В. Фрунзе (1997—1999), начальник Общевойсковой академии Вооружённых Сил Российской Федерации (1999—2002)[78].
- Зуев, Анатолий Ильич (72) — российский деятель органов прокуратуры, прокурор г. Москвы (2004—2006)[79].
- Иоанн (Стойков) (69) — епископ Болгарской Православной Церкви, епископ Главиницкий (с 2010 года)[80].
- Коди Рамакришна (69) — индийский режиссёр и сценарист[81].
- Московченко, Валерий Михайлович (69) — советский и российский военный деятель, начальник Военной академии тыла и транспорта (2000—2009), генерал-лейтенант[82].
- Резуан Кушайри (69) — малайзийский дипломат[83].
- Стивенс, Броди (48) — американский актёр-комик[84].
- Юшманов, Евгений Иванович (80) — советский хоккеист с мячом[85].

## 21 февраля

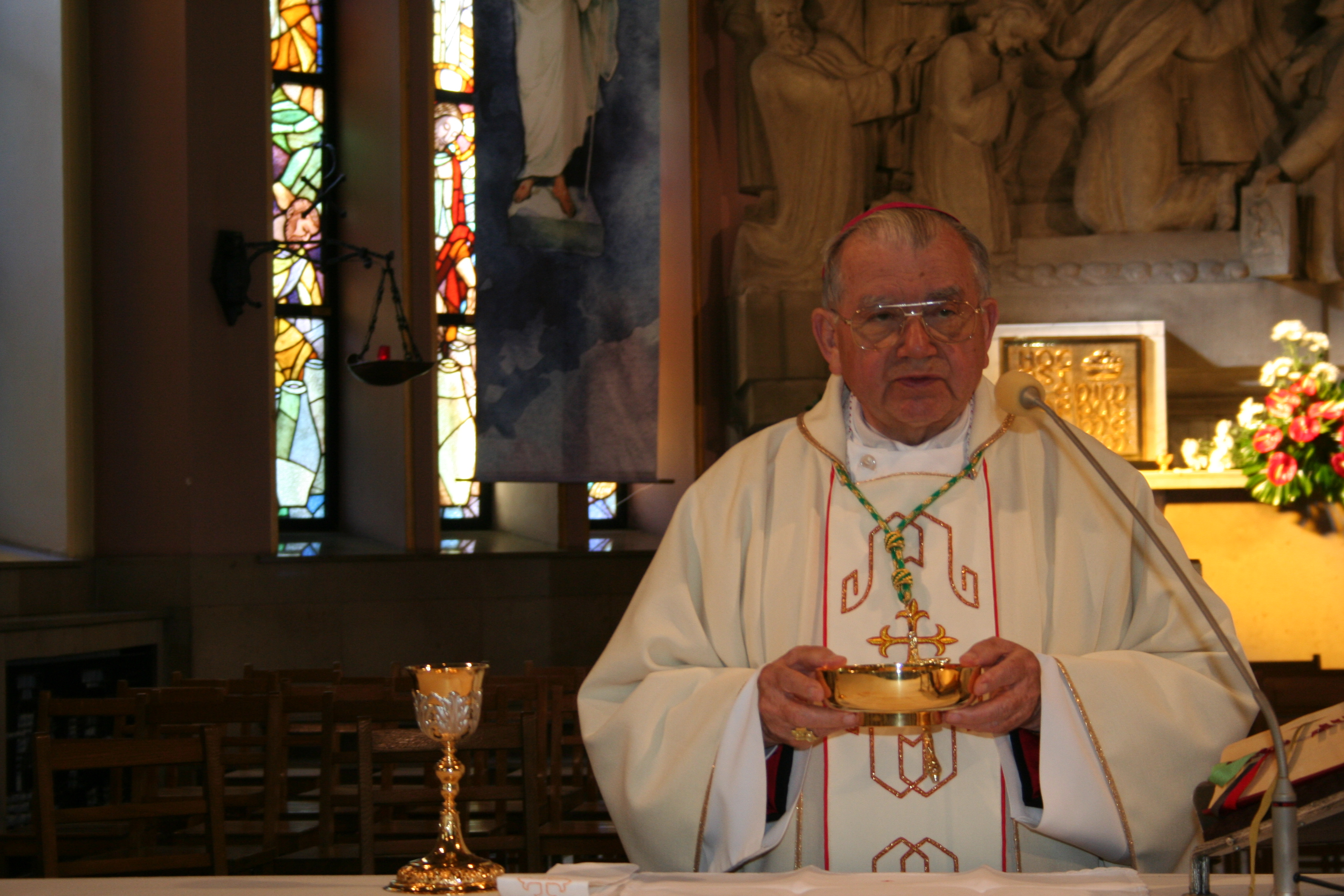
Алоизий Оршулик

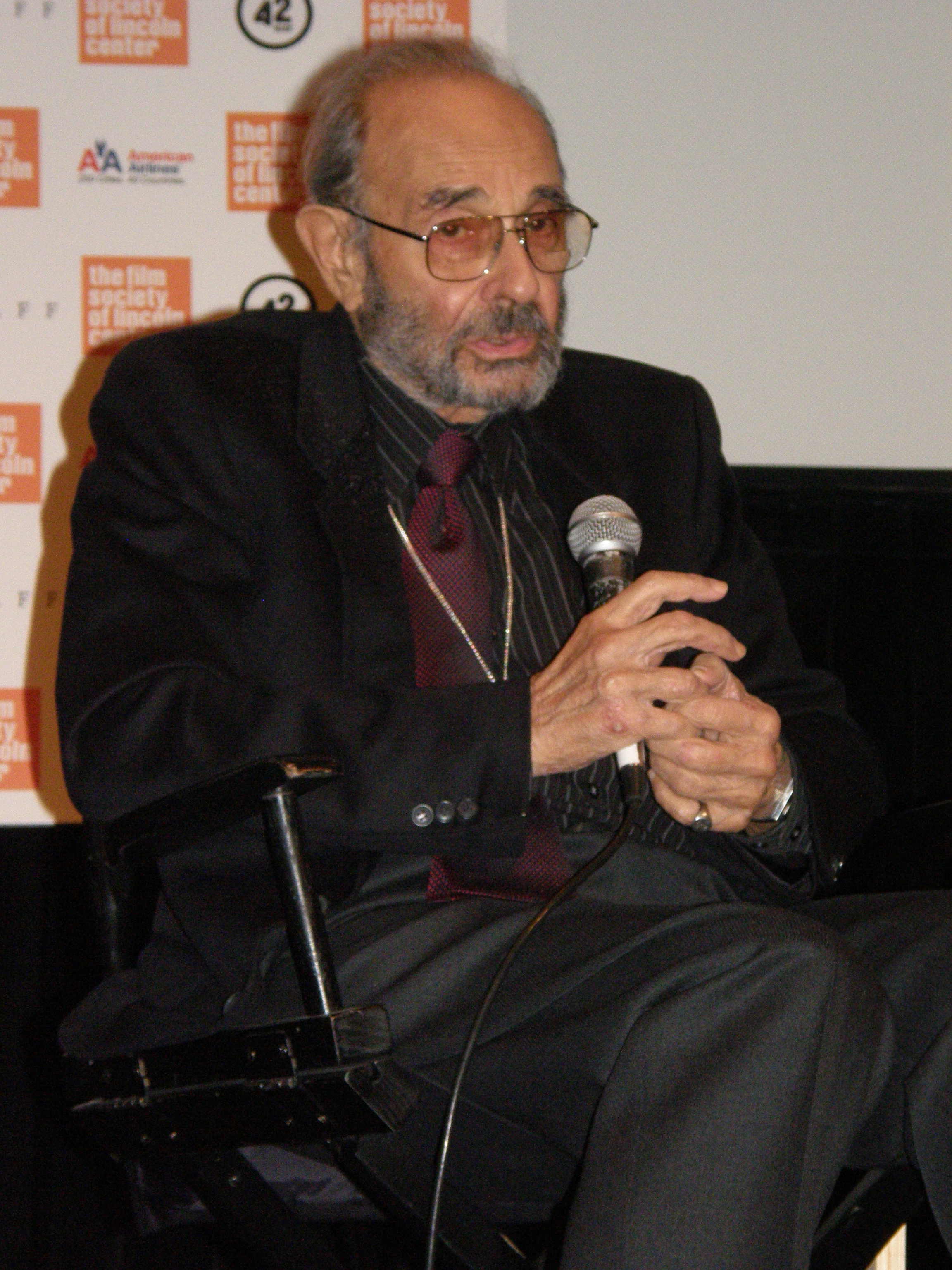
Стэнли Донен

- Бакус, Гас (81) — американский певец и актёр[86].
- Брера, Паоло (69) — итальянский писатель[87].
- Вагин, Евгений Иванович (94) — советский и российский художник[88].
- Волков, Вениамин Васильевич (98) — советский и российский офтальмолог, доктор медицинских наук (1964), профессор (1967), генерал-майор медицинской службы (1979), Герой Социалистического Труда (1982)[89].
- Донен, Стэнли (94) — американский кинорежиссёр[90].
- Егорычева, Дарья Дмитриевна (37) — российская актриса[91].
- Корнилова, Матрёна Владимировна (56) — российская якутская театральная актриса и режиссëр, заслуженная артистка Республики Саха (Якутия) (2005)[92].
- Оршулик, Алоизий (90) — польский католический епископ[93].
- Пассов, Ефим Израилевич (88) — советский и российский лингвист, основатель Российского центра иноязычного образования, профессор[94].
- Попов, Андрей Евгеньевич (70) — советский и российский журналист-международник, собственный корреспондент ВГТРК в Египте, отец тележурналистки Анастасии Поповой[95].
- Торк, Питер (77) — американский рок-музыкант, бас-гитарист музыкального коллектива The Monkees[96].
- Цадек, Хильде (101) — немецкая оперная певица (сопрано)[97].
- Эндрюс, Джон (85) —  канадский и австралийский архитектор[98].

## 20 февраля

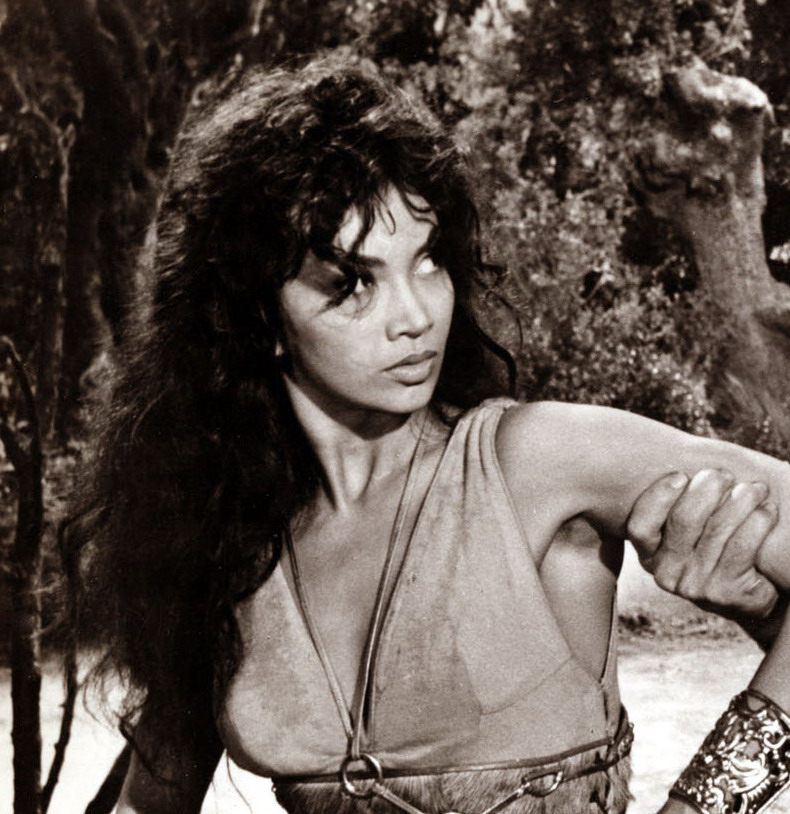
Чело Алонсо

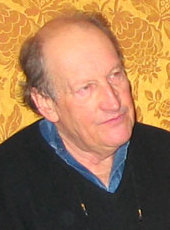
Клод Горетта

- Алонсо, Чело (85) — кубинская актриса[99].
- Ардженто, Доминик (91) — американский композитор, лауреат Пулитцеровской премии (1975)[100].
- Брамбл, Марк (69) — американский кинорежиссёр и кинопродюсер[101].
- Велла, Винни (68) — американский киноактёр[102].
- Виеру, Борис (61) — молдавский политический деятель, депутат парламента Молдовы от ЛДПМ (2009—2014)[103].
- Влашиха, Эккехард (80) — немецкий оперный певец (баритон), лауреат премии «Грэмми»[104].
- Горетта, Клод (89) — швейцарский кинорежиссёр и сценарист[105].
- Джермани, Гая (76) — итальянская актриса[106].
- Карпат, Кемаль (96) — турецкий историк[107].
- Кауфман, Залман Самуилович (98) — советский и российский биолог[108].
- Лукаш, Виктор Николаевич (83) — советский и украинский звукорежиссёр (звукооператор), композитор и педагог. Заслуженный деятель искусств Украины (2018)[109].
- Маньоса, Франсиско (88) — филиппинский архитектор[110].
- Минчев, Пламен (60) — болгарский бизнесмен, председатель Федерации тенниса Болгарии[111].
- Мубарякова, Гюлли Арслановна (82) — башкирская советская и российская актриса и театральный режиссёр, народная артистка СССР (1990), дочь актёра А. К. Мубарякова[112].
- Сайфиев, Сироджиддин (36) — узбекский футболист[113].
- Чубач, Анна Танасовна (78) — украинская поэтесса[114].
- Экекян-Абрамян, Эльмира Абрамовна (90) — советский и армянский радио- и телережиссёр, заслуженный деятель искусств Армянской ССР (1986)[115].

## 19 февраля

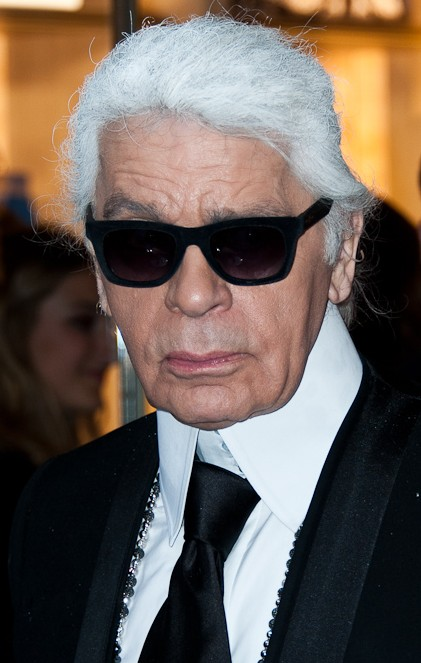
Карл Лагерфельд

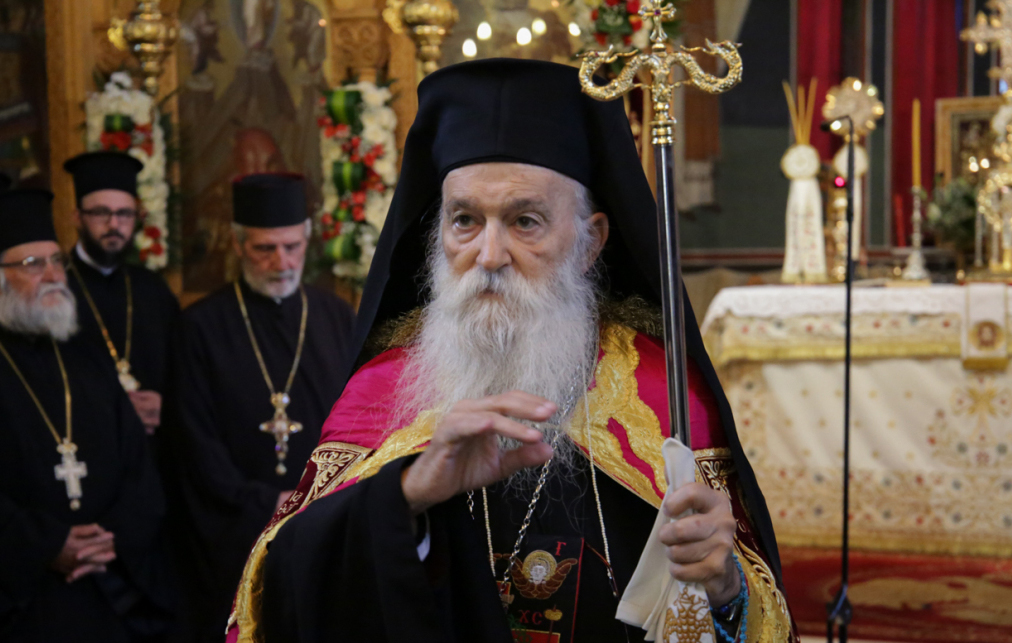
Павел (Цаусоглу)

- Боушка, Ричард (84) — американский баскетболист, участник летних Олимпийских игр 1956 в Мельбурне[116].
- Броджи, Джулио (83) — итальянский актёр[117].
- Гарсия, Оливия (69) — мексиканская актриса[118].
- Рейс Велозу, Жуан Паулу дус (87) — бразильский государственный и общественный деятель, министр планирования Бразилии (1969—1979), президент Института экономических исследований при правительстве Бразилии[119].
- Лагерфельд, Карл (85) — немецкий модельер, фотограф[120].
- Марцинкевич, Евгений Валентинович (95) — советский и российский искусствовед и лектор-просветитель[121].
- Ндомбаси, Абдулай Йеродиа (86) — конголезский государственный деятель, вице-президент (2003—2006), министр иностранных дел (1999—2000) Демократической Республики Конго[122].
- Невретдинов, Шамиль Тагирович (77) — советский и российский тренер по вольной борьбе, заслуженный тренер СССР[123].
- Павел (Цаусоглу) (75) — епископ Элладской православной церкви, митрополит Глифадский (с 2002 года)[124].
- Степанов, Евгений Евгеньевич (74) — советский и российский писатель и литературовед, исследователь творчества Николая Гумилёва[125].
- Терентьева, Наталия Ивановна (92) — советская и российская театральная актриса, артистка Ярославского театра драмы имени Ф. Г. Волкова, народная артистка РСФСР (1980), вдова актёра Сергея Тихонова, мать Никиты Тихонова[126].

## 18 февраля
- Брокер, Уоллес (87) — американский геолог и климатолог, автор термина «Глобальное потепление»[127].
- Гарднер, Ричард Ньютон (91) — американский дипломат, посол США в Италии (1977—1981) и Испании (1993—1997)[128].
- Гейдман, Борис Петрович (79) — учитель математики во многих московских математических школах, автор ряда учебников математики для младших классов, заслуженный учитель Российской Федерации[129].
- Дмитриева, Валентина Дмитриевна (81) — передовик советского сельского хозяйства в Чувашской АССР, Герой Социалистического Труда (1973)[130]
- Егоров, Петр Егорович (105) — советский и российский лётчик гражданской авиации, публицист, генерал-майор авиации[131].
- Кристиансен, Рагнар (96) — норвежский государственный деятель, министр финансов (1971—1972), министр транспорта (1976—1978)[132].
- Мендини, Алессандро (87) — итальянский архитектор и дизайнер[133].
- Милота, Станислав (85) — чешский кинооператор и диссидент[134].
- Периссон, Жан (94) — французский дирижёр[135].
- Погорелкин, Юрий Егорович (78) — советский и российский баскетбольный арбитр и менеджер, генеральный секретарь, руководитель международного отдела и спортивный директор Российской федерации баскетбола, почётный судья и комиссар ФИБА[136].
- Тулло, Норма (84) — австралийский модельер.
- Уэллс, Питер (77) — новозеландский писатель, кинорежиссёр и киносценарист[137].
- Хоровитц, Дэвид (81) — американский журналист и телеведущий[138].
- Яшин, Борис Владимирович (86) — советский и российский актёр, кинорежиссёр и сценарист[139].

## 17 февраля

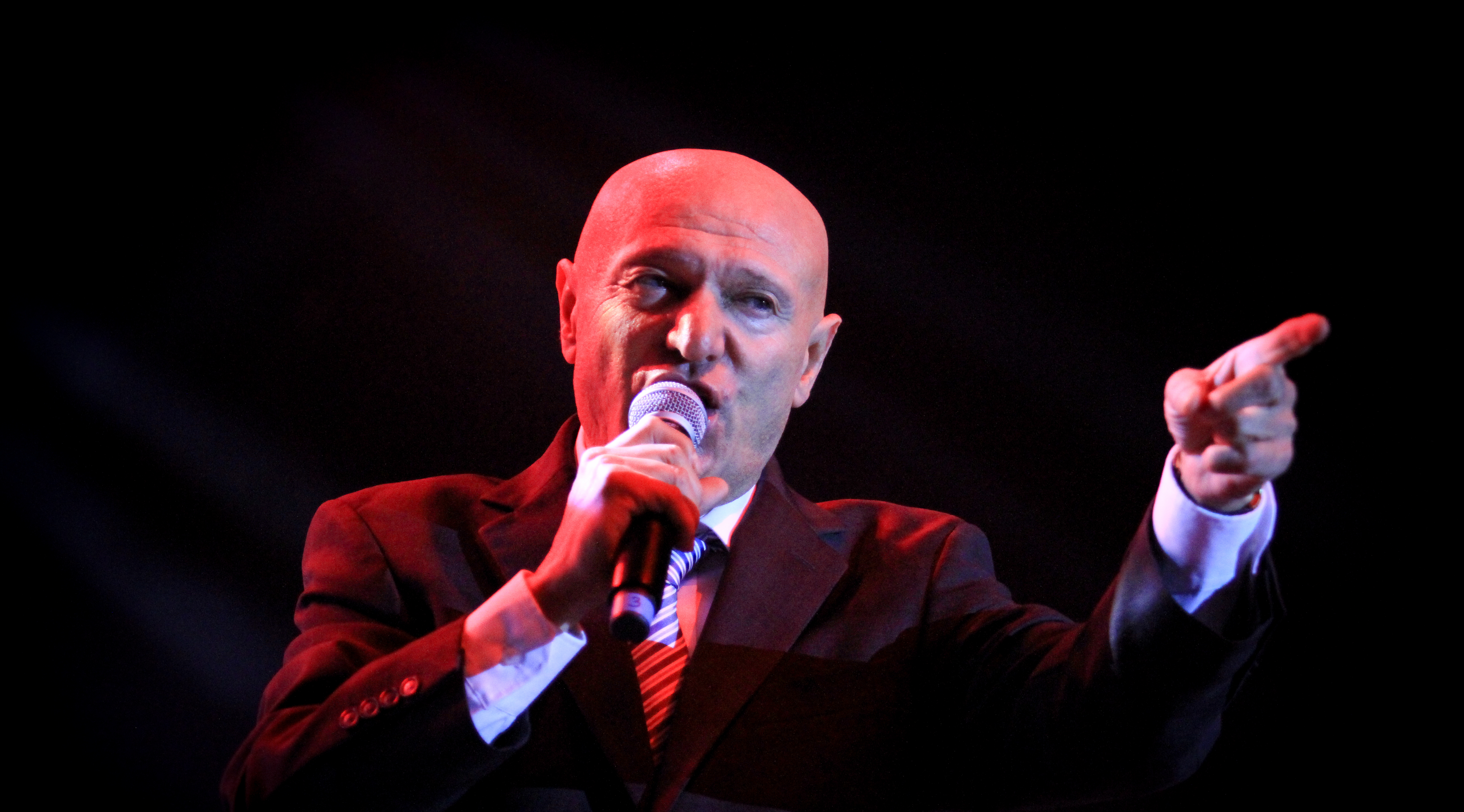
Шабан Шаулич

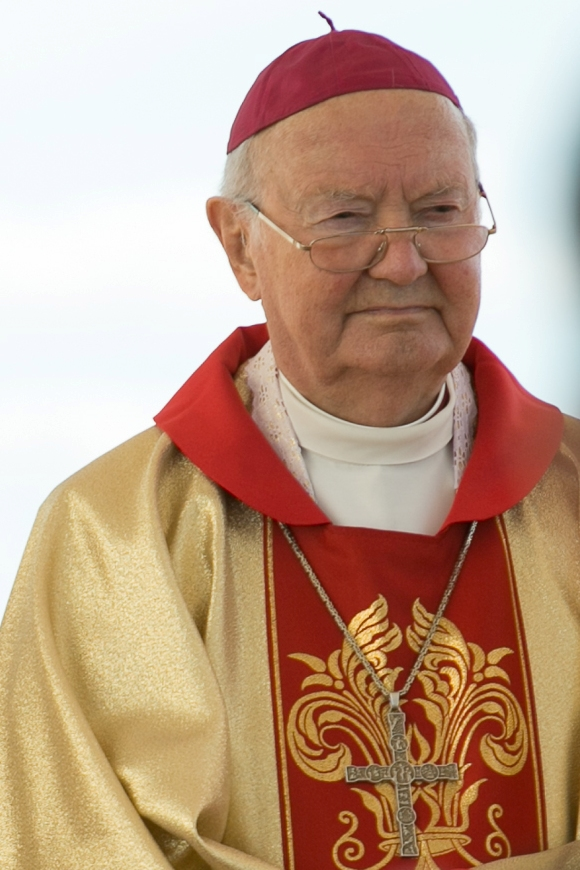
Антонс Юстc

- Бауса, Эдуардо (79) — аргентинский государственный деятель, первый председатель Кабинета министров Аргентины (1995—1996)[140].
- Валитов, Загир Суфиянович (78) — советский и российский театральный актёр, артист Башкирского государственного театра драмы имени Мажита Гафури, народный артист Российской Федерации (2000)[141].
- Дьёрдьи, Кальман (79) — венгерский юрист, генеральный прокурор Венгрии (1990—2000)[142].
- Сенченко, Леонид Кузьмич (83) — советский и российский театральный актёр, артист Театра имени Моссовета (с 1966), заслуженный артист Российской Федерации (2006)[143].
- Сидорова, Римма Фёдоровна (87) — советская и российская певица, заслуженная артистка РСФСР, солистка Северного русского народного хора и Поморской филармонии[144].
- Хризостом (Гонсалес) (75) — епископ старостильной ИПЦ Греции (Синод Хризостома); митрополит Этнийский, экзарх Америки (1988—2012)[145].
- Хэмп, Эрик Пратт (98) — американский языковед[146].
- Шаулич, Шабан (67) — югославский и сербский певец; ДТП[147].
- Юстс, Антонс (87) — латвийский католический иерарх, епископ Елгавской епархии (1995—2011)[148].

## 16 февраля

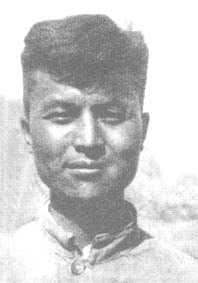
Ли Жуй

- Брэгг, Дон (83) — американский легкоатлет, чемпион летних Олимпийских игр в Риме (1960)[149].
- Кейн, Томас (94) — американский механик, почётный профессор прикладной механики Стэнфордского университета[150].
- Ли Жуй (101) — китайский политический деятель[151].
- Медведев, Сергей Леонидович (60) — советский и российский баскетболист («Спартак» Владивосток), тренер, спортивный менеджер и комментатор, мастер спорта СССР, чемпион РСФСР (1985)[152].
- Мерлен, Серж (86) — французский актёр[153][154].
- Мунгоши, Чарльз (71) — зимбабвийский писатель и актёр[155].
- Нордин, Кен (98) — американский певец[156].
- Сударсоно, Нани (90) — индонезийский государственный деятель, министр социального обеспечения Индонезии (1983—1988)[157].

## 15 февраля

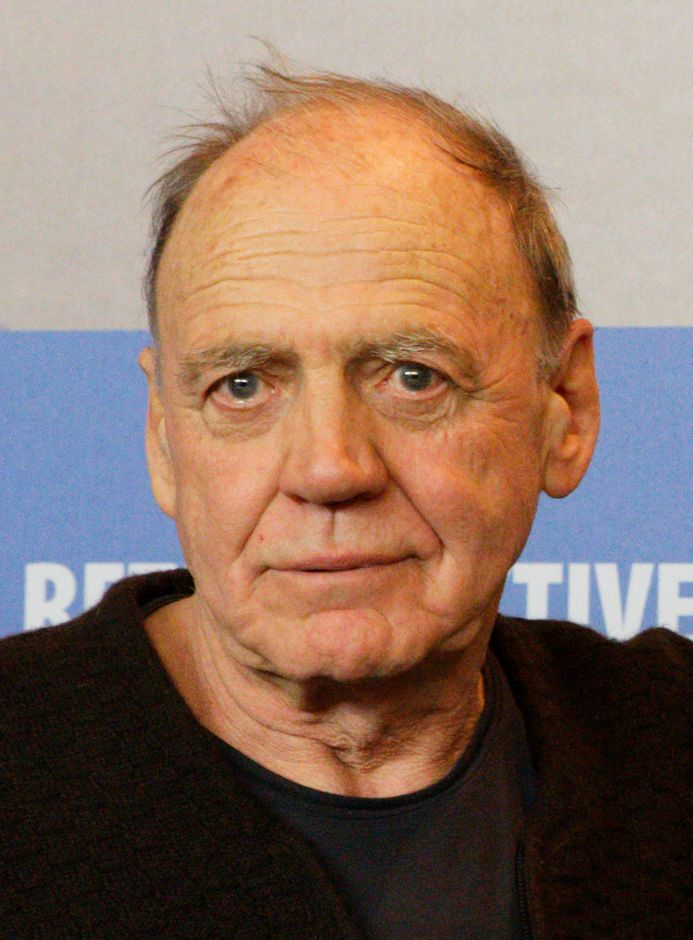
Бруно Ганц

- Аль Махмуд (82) — бангладешский писатель[158].
- Бербридж, Кофи (57) — американский музыкант[159].
- Ганц, Бруно (77) — швейцарский актёр[160].
- Григорьев, Виктор Генрихович (53) — советский и российский театральный художник[161].
- Лаили, Асмах (79) — ведущая сингапурского радио и телевидения[162].
- Назаретян, Акоп Погосович (70) — советский и российский философ, доктор философских наук[163].
- Оссичини, Адриано (98) — итальянский государственный деятель, министр по делам семьи и социальной солидарности (1995—1996)[164].
- Пурномо, Мухаммед (57) — индонезийский легкоатлет[165].
- Радзивилл, Ли (85) — американский общественный деятель, сестра Жаклин Кеннеди[166].
- Редюк, Евгений Георгиевич (70) — советский и российский актёр и режиссёр, выступавший на сцене Ульяновского драматического театра (с 1978), заслуженный артист Российской Федерации (1998)[167].
- Симон, Эрика (91) — немецкий археолог, исследователь античного искусства [Tonio Hölscher: Die Antike als offene Zone. Brückenbauerin: Zum Tod der Archäologin Erika Simon. In: Frankfurter Allgemeine Zeitung, 20. Februar 2019].
- Фарр, Чарльз (59) — британский государственный деятель, председатель Объединённого разведывательного комитета и глава Объединённой разведывательной организации Великобритании (с 2015)[168] .
- Фомин, Георгий Евгеньевич (86) — советский и российский конструктор ракетно-космической техники[169].
- Фуччи, Джанни (90) — итальянский поэт[170].
- Хайнрик, Ида (39) — гренландская оперная певица[171].
- Эйвери, Эллис (46) — американская писательница, двукратный лауреат Stonewall Book Award (2008, 2013)[172].
- Юрьев, Михаил Зиновьевич (59) — российский политический деятель, заместитель председателя Государственной думы Российской Федерации (1996—2000), сын писателя Зиновия Юрьева[173].

## 14 февраля

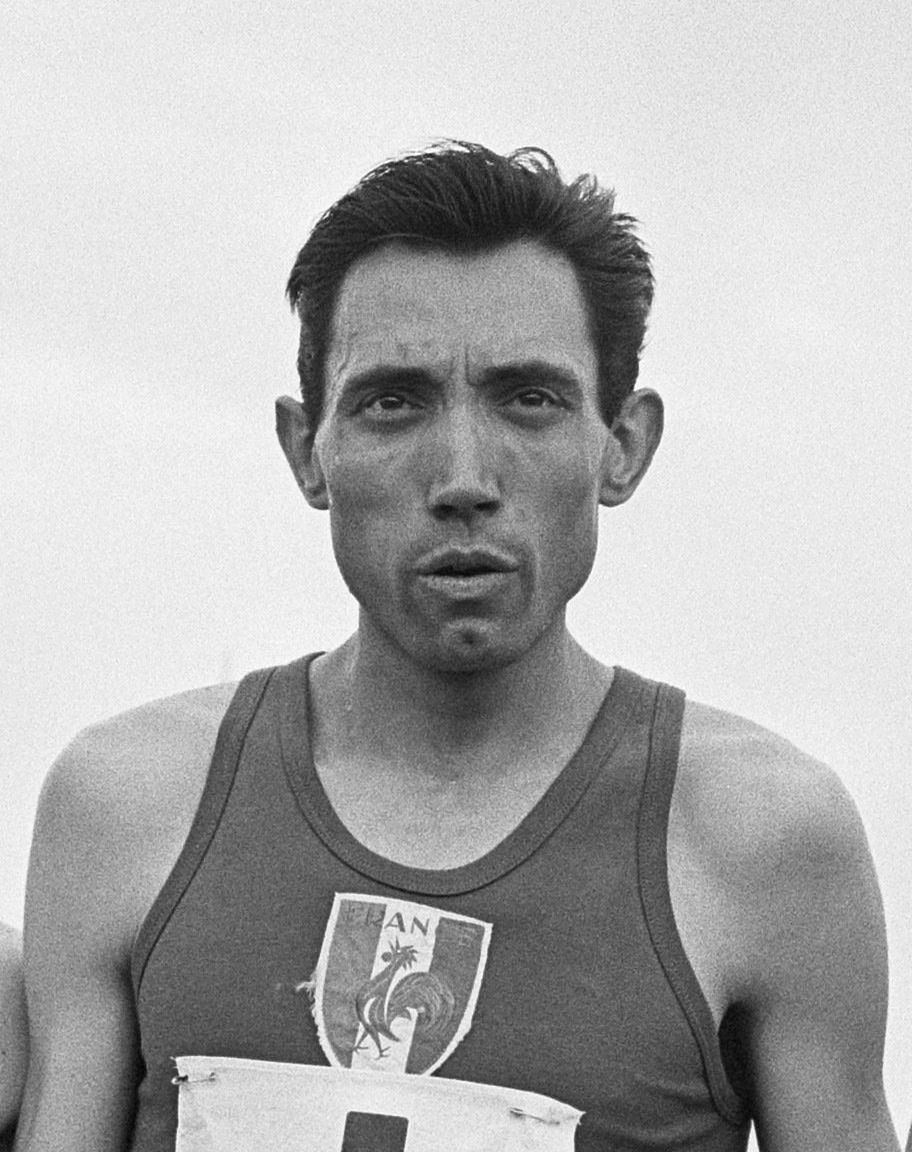
Мишель Бернар

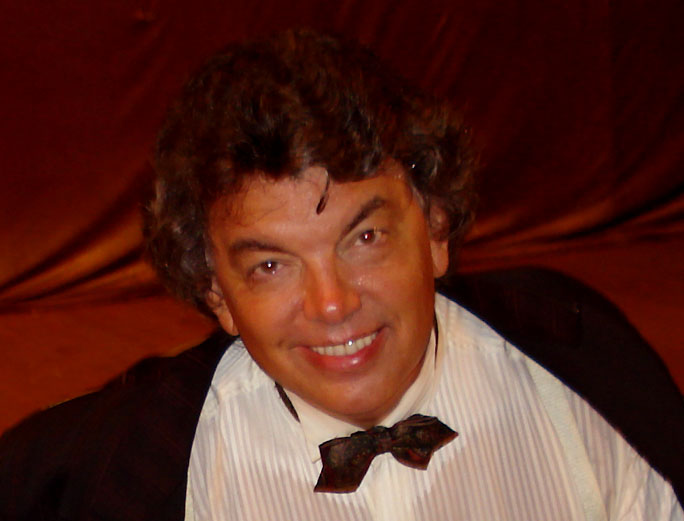
Сергей Захаров

- Бернар, Мишель (87) — французский стайер, 11-кратный чемпион Франции, председатель национальной федерации лёгкой атлетики (1985—1987)[174].
- Бессонов, Анатолий Григорьевич (91) — советский футболист, вратарь клуба «Динамо» Ставрополь (1949—1952), чемпион РСФСР (1949)[175].
- Вислов, Геннадий Михайлович (82) — советский и российский тренер по бадминтону, заслуженный тренер России[176].
- Захаров, Сергей Георгиевич (68) — советский и российский эстрадный певец (баритон) и актёр, народный артист Российской Федерации (1996)[177].
- Исаев, Шамиль Курамагомедович (54) — советский и российский футболист, серебряный призёр чемпионата России в составе клуба «Спартак» (Владикавказ) (1992)[178].
- Крылков, Игорь Сергеевич (91) — советский и российский художник, главный художник Гознака (1989—2002), заслуженный художник РСФСР (1981)[179].
- Крылов, Владимир Евгеньевич (54) — российский художник, заслуженный работник культуры Российской Федерации (2012); несчастный случай[180].
- Леви, Андреа (62) — британская писательница, лауреат премии «Оранж» (2004)[181].
- Мажоров, Юрий Николаевич (97) — советский и российский радиоинженер, директор ЦНИРТИ (1968—1985), генерал-майор (1970)[182].
- Нортон, Саймон (66) — британский математик, работавший в области конечных групп, соавтор группы Харада-Нортон[англ.][183].
- Нудельман, Михаил Шлёмович (80) — израильский политический деятель, доктор экономических наук[184].
- Папиано, Нил (85) — американский адвокат[185].
- Петелин, Александр Кондратьевич (87) — советский деятель правоохранительных органов, министр внутренних дел Якутской АССР (1979—1984)[186].
- Роуз, Зигфрид Генрихович (23) — российский кавер-певец немецкого происхождения из Санкт-Петербурга; рак сердца, изначально генетически передался от дедушки по матери[186].
- Юркив, Василий Андреевич (79) — советский и российский биохимик, академик РАМН (2000—2013), академик РАН (2013)[187] .

## 13 февраля

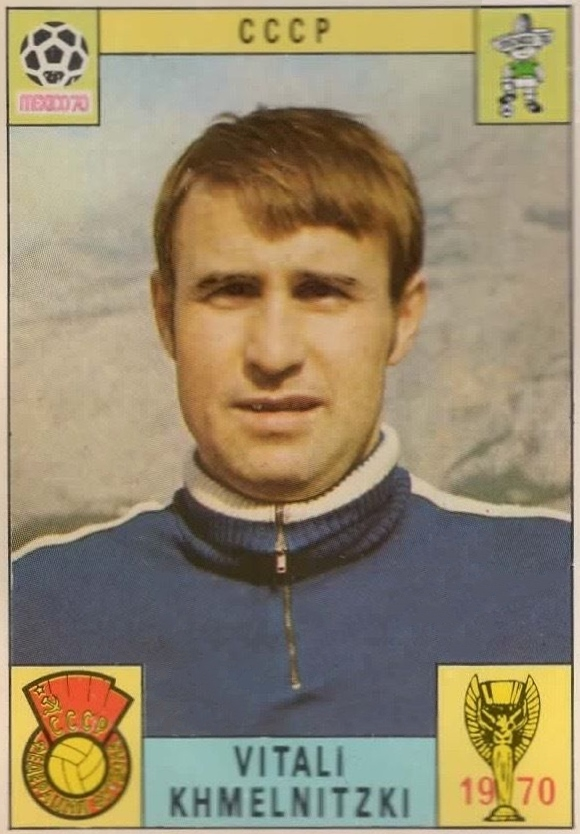
Виталий Хмельницкий

- Ащепкова, Надежда Александровна (60) — российский тренер по плаванию, заслуженный тренер России[188].
- Джонс, Конни (84) — американский джазовый трубач и корнетист[189].
- Иглауэр, Эдит (101) — американская писательница[190].
- Касли, Леонард (93) — австралийский фермер, основатель и первый правитель виртуального государства княжества Хатт-Ривер[191].
- Куси, Мирослав (87) — словацкий диссидент и политолог[192].
- Михайловская, Людмила Валентиновна (71) — советский и украинский тренер по фигурному катанию, судья ISU, президент Федерации фигурного катания на коньках УССР (1980—1992) и Украины (1992—2000), заслуженный работник физической культуры и спорта Украины[193].
- Павленко, Иван Сергеевич (74) — советский и российский тренер по самбо, мастер спорта СССР[194].
- Трайкович, Предраг (48) — сербский шахматист, гроссмейстер (2008)[195].
- Феррейра, Биби (96) — бразильская актриса[196].
- Харрисон, Эрик (81) — британский футболист и тренер (молодёжный клуб «Манчестер Юнайтед»)[197].
- Хмельницкий, Виталий Григорьевич (75) — советский и украинский футболист и тренер, крайний нападающий, четырёхкратный чемпион СССР (1967, 1968, 1966, 1971) в составе киевского «Динамо»[198].
- Чжан Ли (67) — китайский игрок в настольный теннис, неоднократная чемпионка мира в командном и парном разрядах (1975, 1977 и 1979)[199].
- Ширин, Ариф (69) — турецкий певец, музыкант и композитор[200].
- Штадльмайр, Ханс (89) — австрийский дирижёр и композитор[201].

## 12 февраля

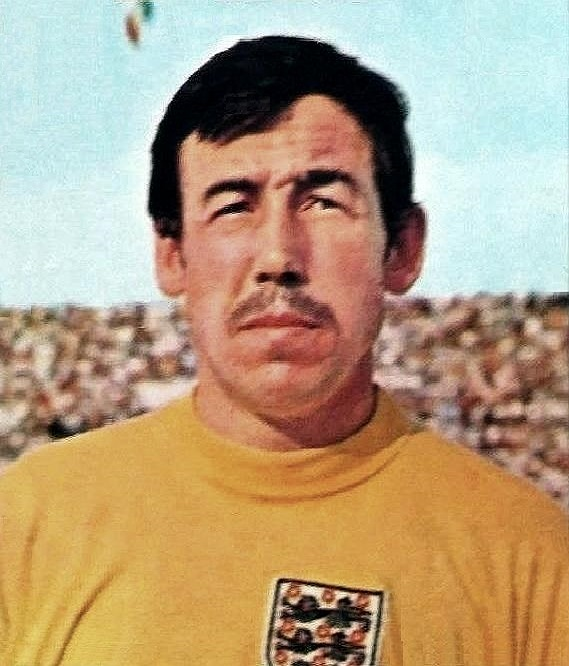
Гордон Бэнкс

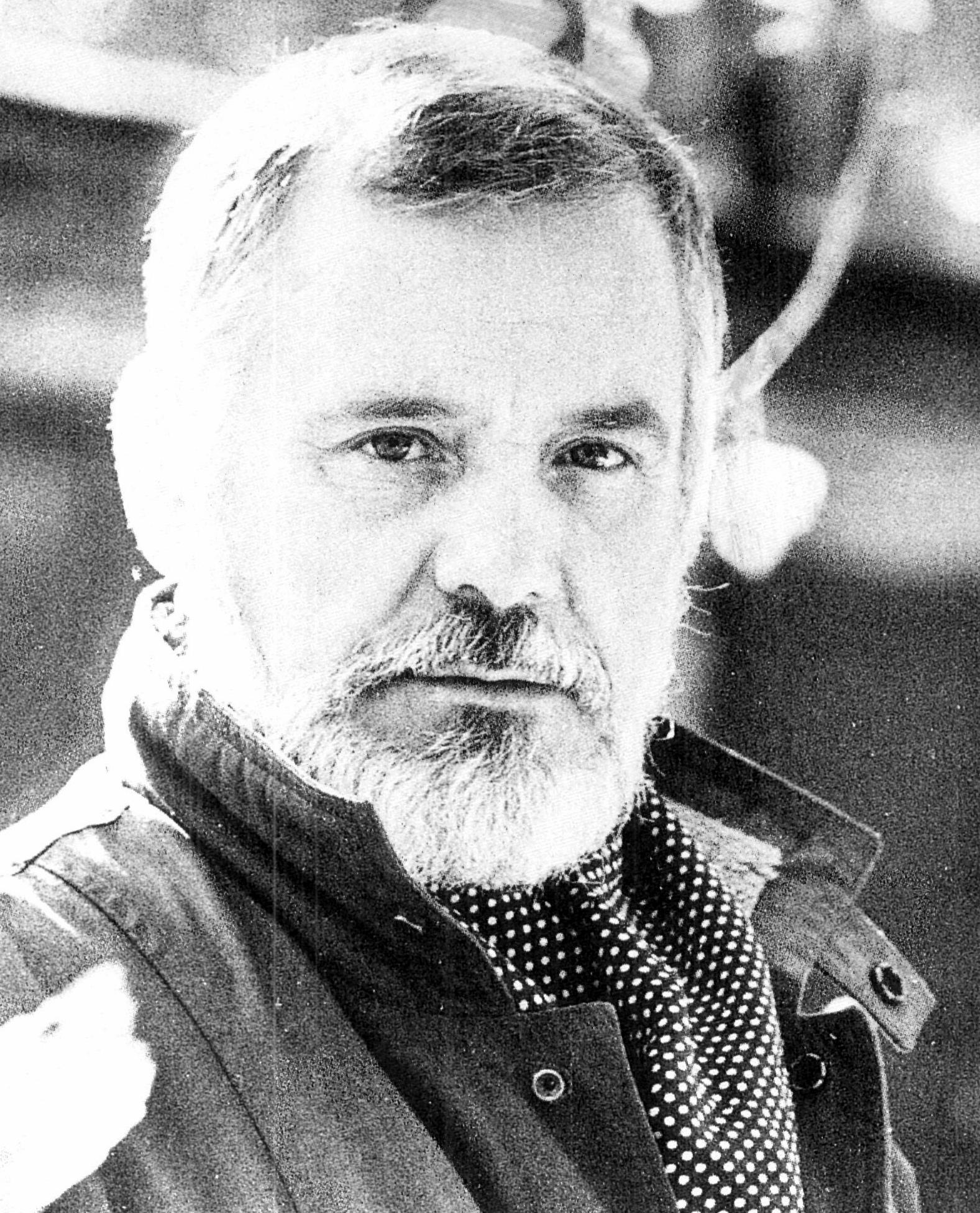
Евгений Жилин

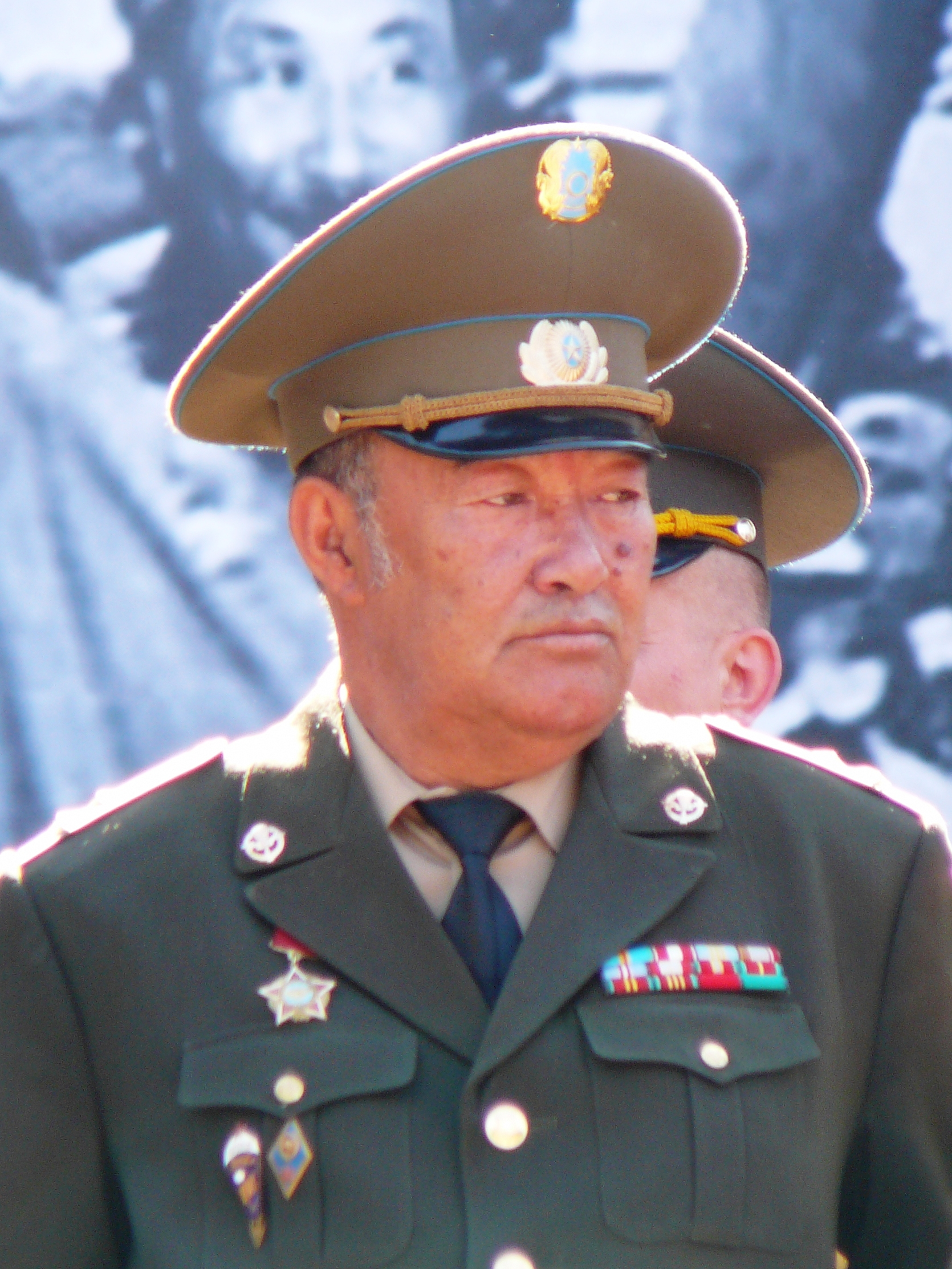
Борис Керимбаев

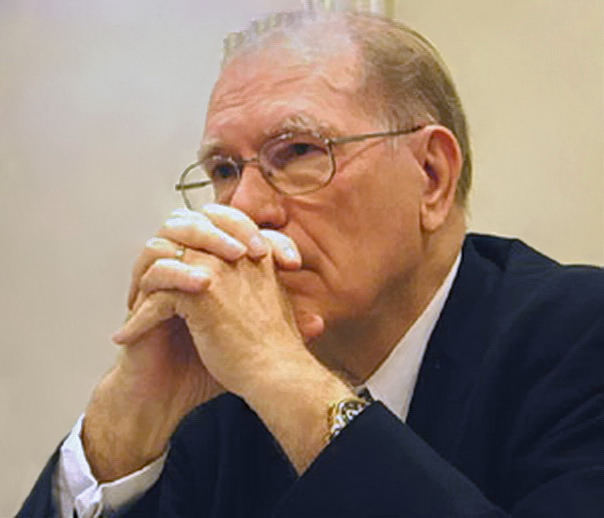
Линдон Ларуш

- Аджиев, Абдулаким Магомедович (78) — советский и российский дагестанский ученый-фольклорист, доктор филологических наук, профессор, собиратель фольклора народов Кавказа, драматург, литературный переводчик, заслуженный деятель науки Российской Федерации[202].
- Бёме, Рольф (84) — германский государственный и политический деятель, мэр Фрайбурга-им-Брайсгау (1982—2012)[203].
- Бугаец, Владимир Владимирович (58) — российский рок-музыкант и композитор, гитарист группы «Калинов мост» (1988—1989)[204].
- Бэнкс, Гордон (81) — английский футболист, чемпион мира (1966) в составе сборной Англии[205].
- Гаджиев, Алтай Амир оглы (87) — азербайджанский художник, народный художник Азербайджана (2002)[206].
- В. Е. Б. Гриффин (89) — американский писатель[207].
- Жилин, Евгений Ильич (79) — советский и белорусский художник[208].
- Казаков, Сергей Васильевич (65) — российский конструктор-оружейник, генеральный конструктор Научно-производственного центра автоматики и приборостроения (ФГУП «НПЦАП») имени академика Н. А. Пилюгина[209].
- Керимбаев, Борис Тукенович (71) — участник Афганской войны (1979—1989), полковник в отставке[210].
- Ларуш, Линдон (96) — американский экономист и политический активист[211].
- Линдхольм, Олли (54) — финский певец и музыкант, солист рок-группы Yö[212].
- Онищик, Аркадий Львович (85) — советский и российский математик, доктор физико-математических наук (1970), профессор Ярославского государственного университета имени П. Г. Демидова[213].
- Солинас, Мариза (77) — итальянская певица и актриса[214] .
- Форден, Дэвид (88) — офицер ЦРУ, начальник советско-восточно-европейского подразделения ЦРУ и многолетний агент в Варшаве[215].

## 11 февраля

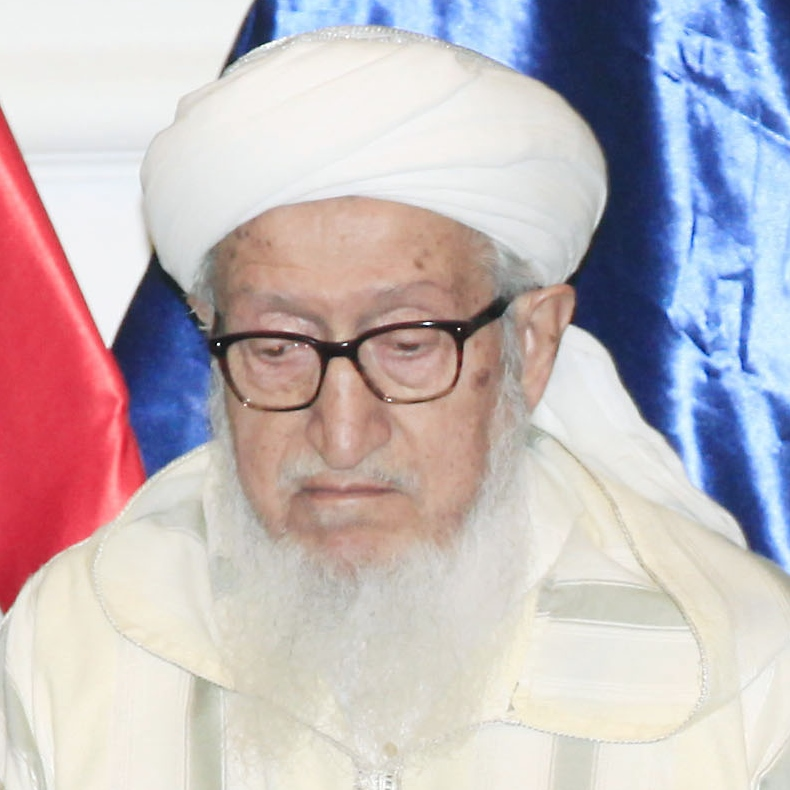
Сабгатулла Моджаддеди

- Аликс Люксембургская (89) — принцесса Люксембурга, дочь Феличе Бурбон-Пармского и Шарлотты Люксембургской[216].
- Баетова, Асымкуль Адыбаевна (76) — киргизская балерина, солистка Киргизского театра оперы и балета, заслуженная артистка Киргизской ССР[217].
- Моджаддеди, Себгатулла (93) — афганский государственный деятель, президент Афганистана (1992)[218].
- Огунджоби, Тайво (65) — нигерийский футболист, игрок национальной сборной, генеральный секретарь Футбольной федерации Нигерии (2002—2005)[219].
- Сигьон-Рейна, Армида (88) — филиппинская актриса, певица и телеведущая[220].
- Симонов, Игорь Иванович (91) — советский и российский художник, народный художник РСФСР (1973)[221].
- Соловьёв, Вадим Павлович (71) — советский и российский государственный деятель, председатель Челябинского горисполкома (1990—1991), губернатор Челябинской области (1991—1996)[222].
- Фомина, Акулина Павловна (90) — советский передовик сельскохозяйственного производства, свинарка колхоза имени Орджоникидзе Похвистневского района Куйбышевской области, Герой Социалистического Труда (1966)[223].
- Эскобар Прието, Абелардо (81) — мексиканский государственный деятель, секретарь по аграрной реформе (2006—2012)[224].

## 10 февраля

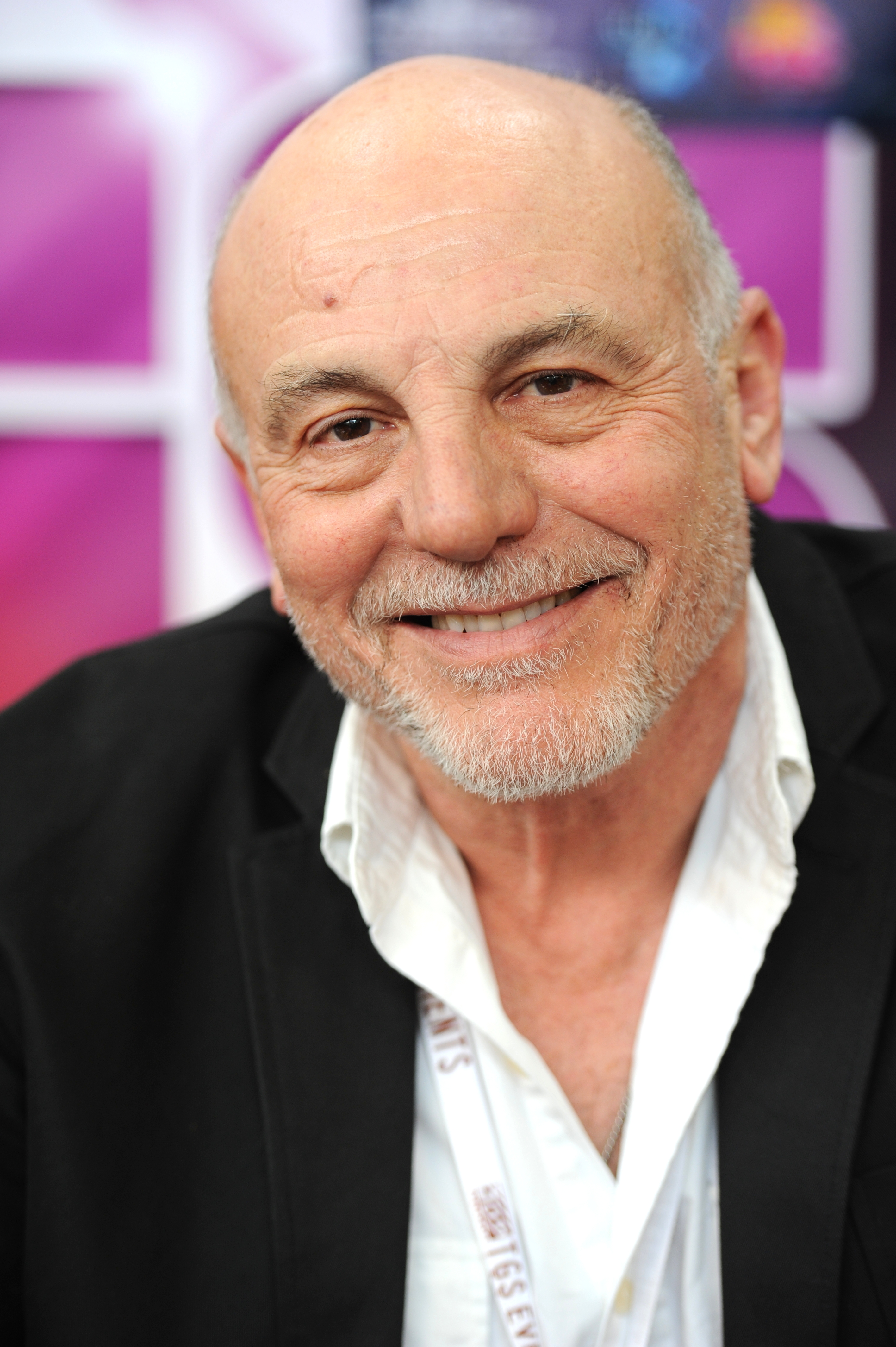
Кармен Аргензиано

- Аникушин, Виктор Георгиевич (77) — российский хозяйственный и государственный деятель, глава администрации Магнитогорска (1995—2004)[225].
- Аргензиано, Кармен (75) — американский актёр[226].
- Бонансеа, Миранда (92) — итальянская актриса[227].
- Винсент, Ян-Майкл (74) — американский актёр[228].
- Вичеконте, Маура (51) — итальянская легкоатлетка, бронзовый призёр чемпионата Европы по лёгкой атлетике в Будапеште (1998)[229].
- Ганем, Робер (76) — ливанский государственный деятель, министр образования (1995—1996)[230].
- Загадкин, Сергей Николаевич (59) — российский пианист, солист Самарской филармонии, заслуженный артист Российской Федерации (2002)[231].
- Кауфман, Залман Самуилович (98) — советский и российский биолог, доктор биологических наук[232].
- Футахагуро Кодзи (55) — японский профессиональный сумоист и рестлер, 60-й ёкодзуна в истории сумо[233] Архивная копия от 29 марта 2019 на Wayback Machine.
- Макфаркар, Родерик (88) — британский журналист, востоковед, политический деятель[234].
- Переш, Фернанду (76) — португальский футболист, игрок национальной сборной (1964—1972)[235].
- Петров, Андрей Николаевич (62) — советский и российский спортивный журналист[236].
- Пэн, Дидье (71) — французский актёр и продюсер[237].
- Райнельт, Максимилиан (30) — немецкий гребец академического стиля, чемпион летних Олимпийских игр в Лондоне (2012)[238]..
- Руда, Михаил Яковлевич (78) — советский и российский кардиолог, доктор медицинских наук (1978), профессор (1983)[239].
- Руин, Александр Петрович (74) — советский и российский театральный актёр, артист Смоленского драматического театра имени А. С. Грибоедова (c 1969)[240].
- Сирола, Джозеф (89) — американский актёр и продюсер[241].
- Уилсон, Майкл (81) — канадский государственный деятель, министр финансов (1984—1991)[242].
- Фюттерер, Хайнц (87) — западногерманский легкоатлет, бронзовый призёр летних Олимпийских игр в Мельбурне (1956)[243].
- Черненок, Михаил Яковлевич (87) — советский и российский писатель детективного жанра[244].

## 9 февраля

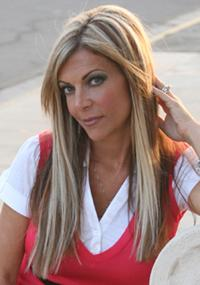
Шелли Лаббен

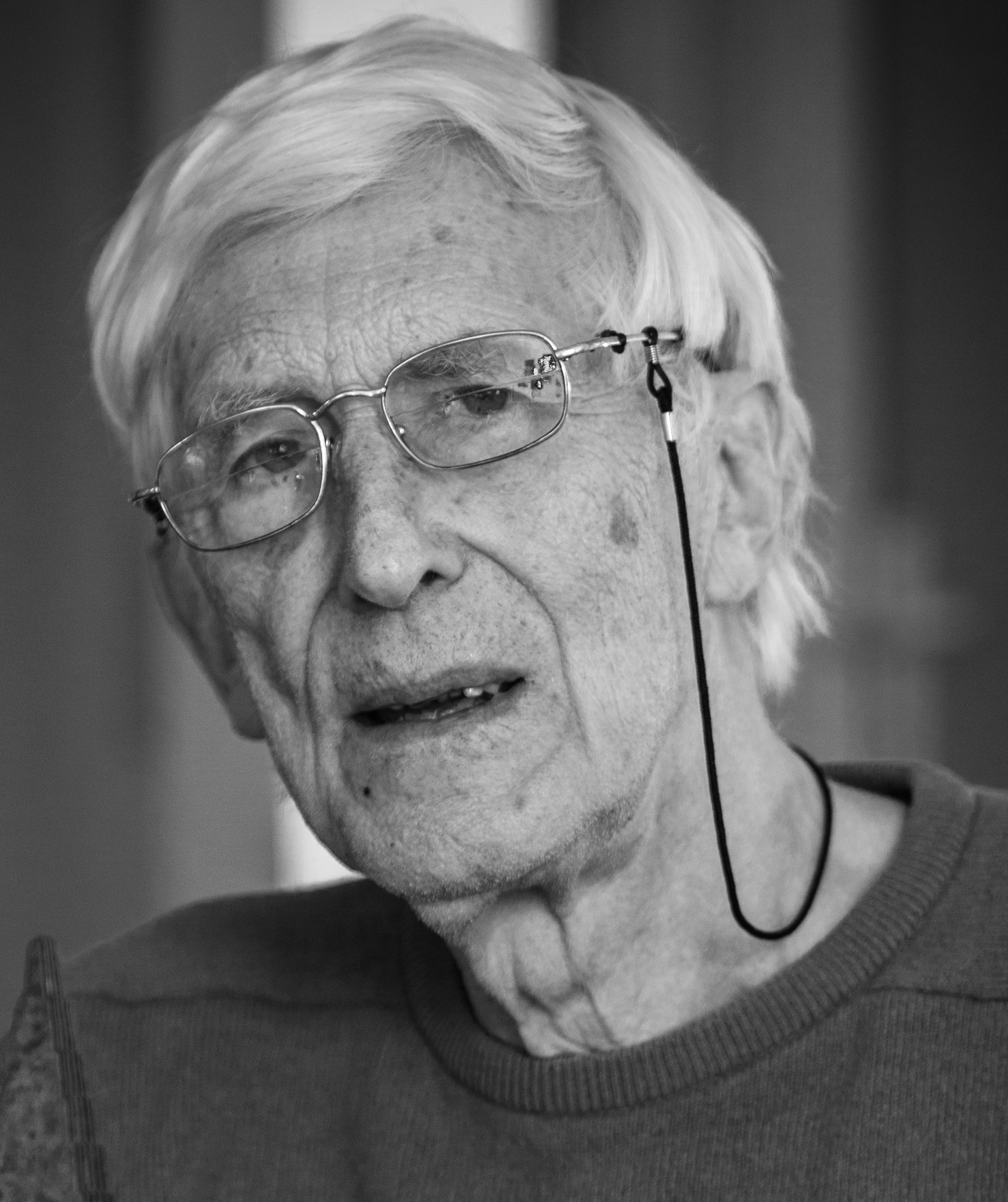
Томи Унгерер

- Бентонг (Доминго Вусотрос Бротаманте) (55) — филиппинский актёр-комик[245].
- Бреднев, Владимир Алексеевич (80) — советский футболист, мастер спорта СССР, чемпион СССР (1965) и обладатель Кубка СССР (1967/68) в составе московского «Торпедо»[246].
- Гылыбова, Цветана (86) — болгарская актриса и телеведущая, артистка Болгарского театра сатиры[247].
- Давыдов, Александр Степанович (74) — советский и российский тренер по боксу, мастер спорта СССР, заслуженный тренер Российской Федерации (2001)[248].
- Джонсон, Блейн (Cadet) (28) — британский рэпер; ДТП[249].
- Джукич, Джордже (76) — сербский учёный в области механики, действительный член Сербской академии наук и искусств (2003)[250].
- Домаш, Семён Николаевич (69) — белорусский государственный деятель, председатель Гродненского облисполкома (1993—1994)[251].
- Килина, Патриция (82) — украинская поэтесса и переводчик американского происхождения, член Нью-Йоркской группы[252].
- Лаббен, Шелли (50) — американская писательница, певица и порноактриса[253].
- Миллер, Рон (85) — американский бизнесмен, президент и генеральный директор The Walt Disney Company (1978—1984)[254].
- Олива, Петр (75) — чешский актёр[255].
- Пикеринг, Фред (78) — английский футболист, игрок «Эвертона» и национальной сборной[256].
- Сальвадори, Луиджи (93) — итальянский математик, иностранный член РАН (1994)[257].
- Сато, Дзюнъя (86) — японский кинорежиссёр и сценарист[258].
- Соловьёв, Юрий Васильевич (70) — советский и российский военачальник, командующий войсками Командования специального назначения ВВС России (2002—2008), генерал-полковник (2003)[259].
- Унгерер, Томи (87) — французский иллюстратор, художник, карикатурист, детский писатель[260].

## 8 февраля

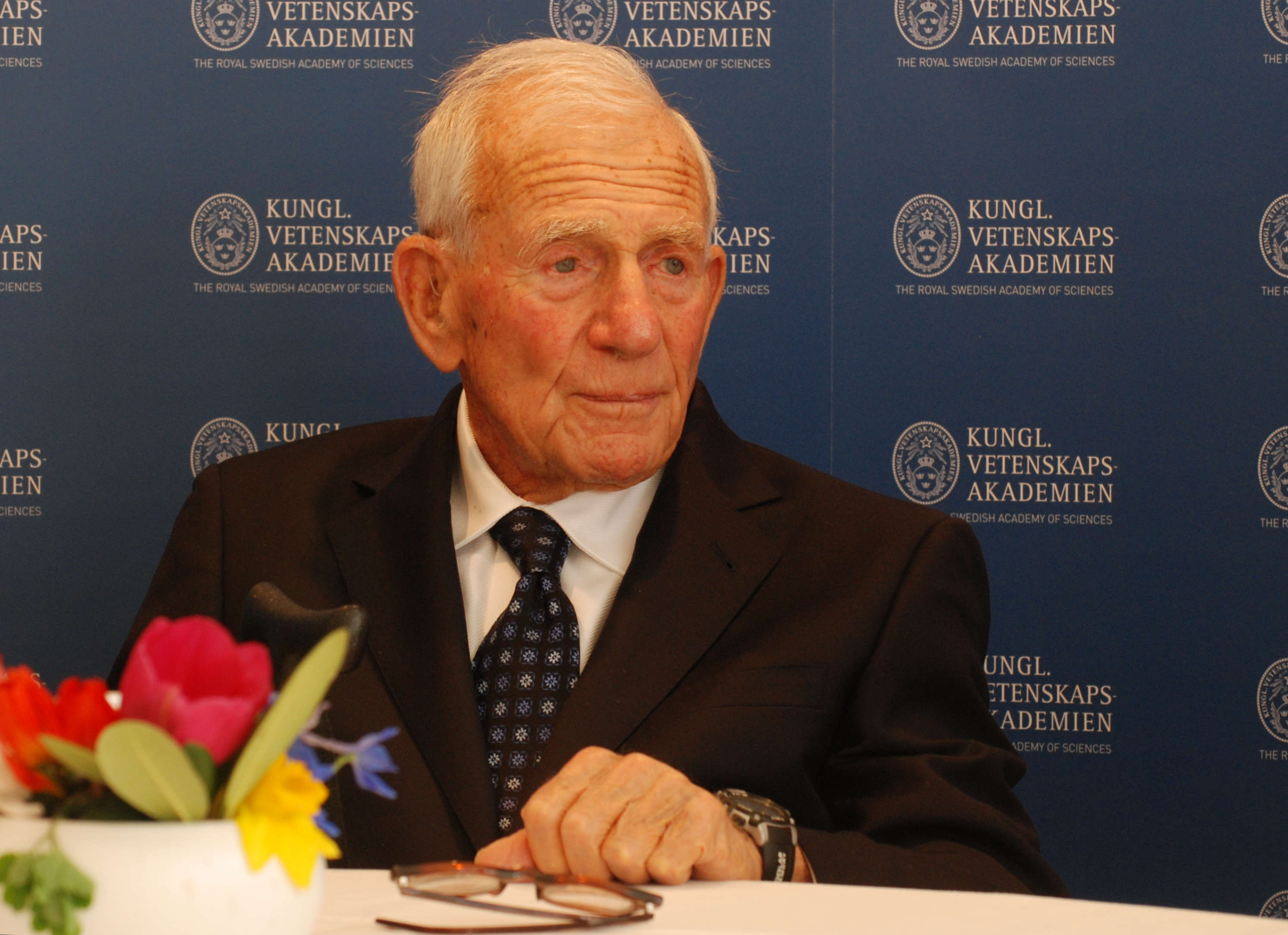
Уолтер Манк

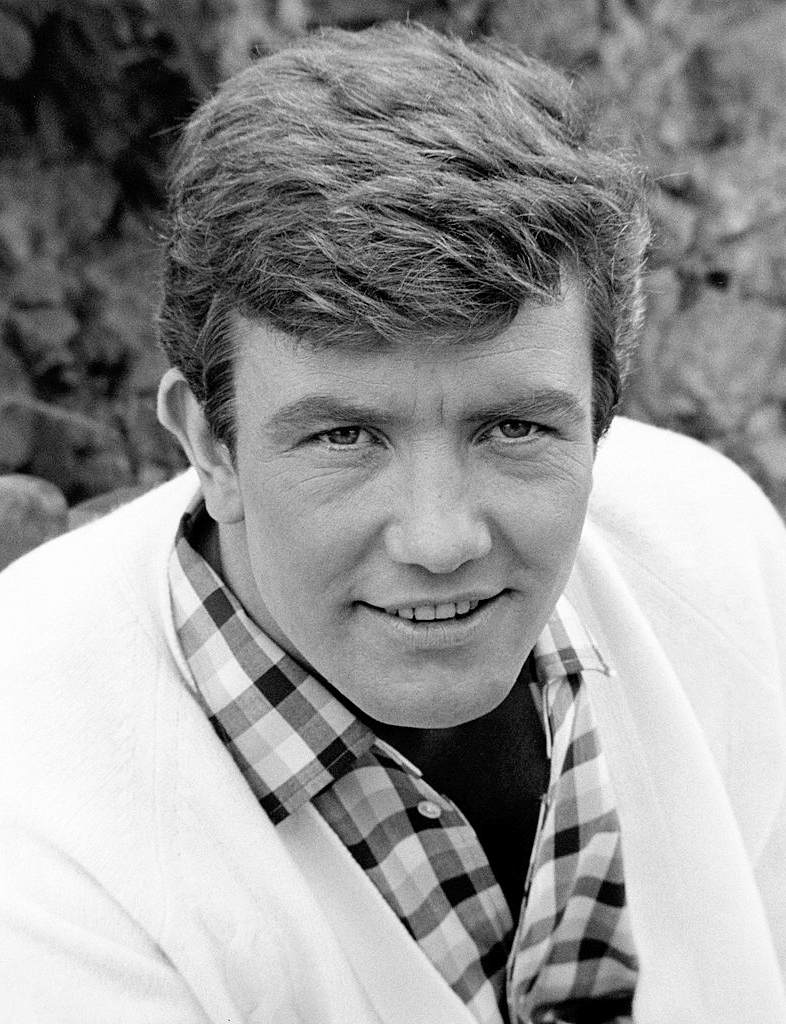
Альберт Финни

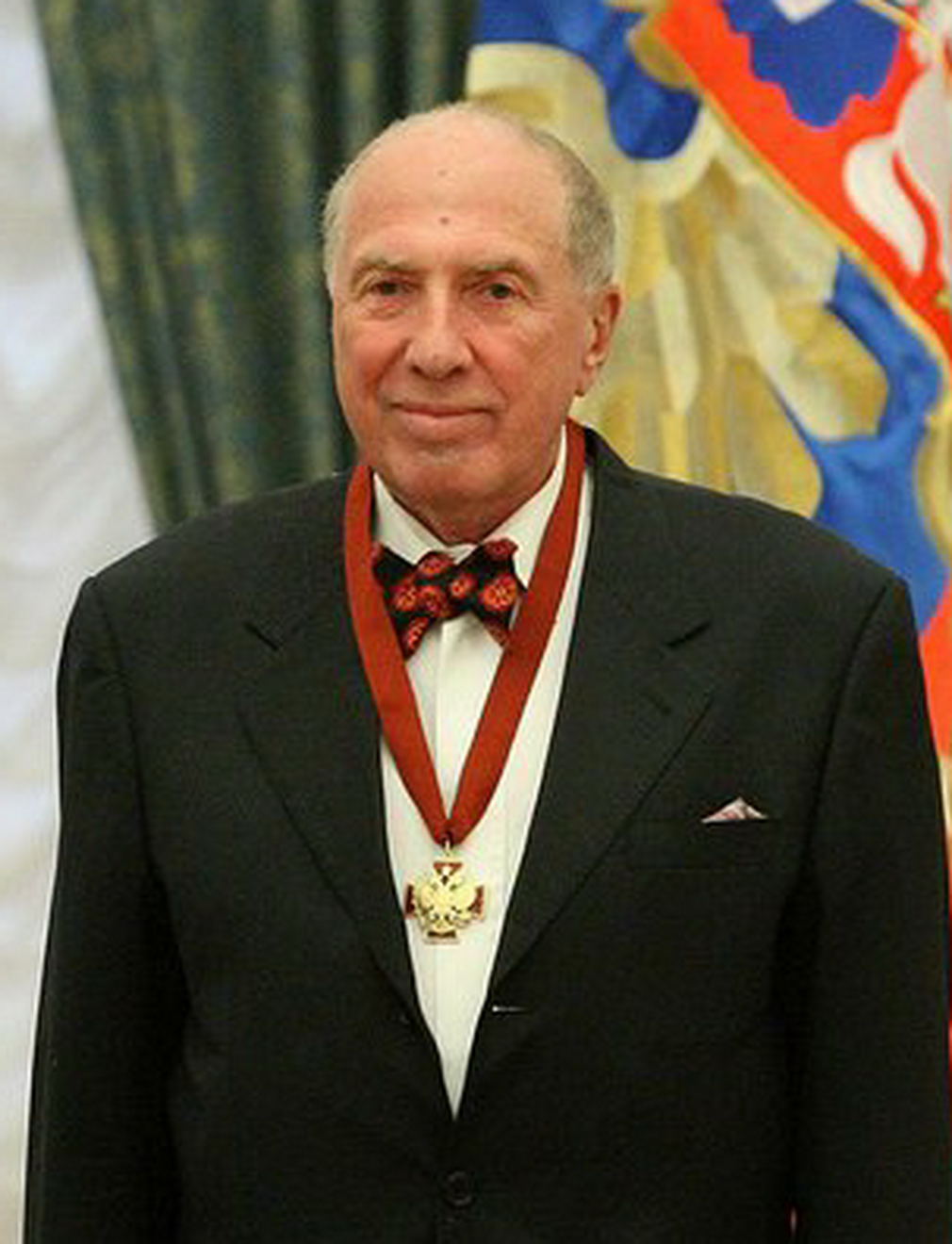
Сергей Юрский

- Антонини, Жан-Клод (78) — французский политический деятель, мэр Анже (1998—2012)[261].
- Боннер, Джон Тайлер (98) — американский биолог, действительный член Национальной академии наук США (1973)[262].
- Бялер, Северин (92) — американский ученый польского происхождения, политолог, экономист[263].
- Жил, Кремилда (91) — португальская актриса[264].
- Иов (Павлишин) (62) — архиерей Украинской православной церкви Киевского патриархата, архиепископ Тернопольский и Кременецкий (1995—2012)[265].
- Клавихо, Фернандо (63) — американский футболист и тренер[266].
- Лозовой, Владимир Демьянович (78) — советский партийный деятель, первый секретарь Оренбургского горкома КПСС (1979—1985)[267].
- Манк, Уолтер Хейнрих (101) — американский океанограф, иностранный член РАН (1994)[268].
- Ныпадымка, Олег Григорьевич (60) — украинский журналист, основатель (1997) и первый главный редактор газеты «Сегодня», заслуженный журналист Украины (1998)[269].
- Риман, Роберт (88) — американский живописец-минималист[270].
- Риндлер, Вольфганг (94) — американский физик-релятивист[271].
- Удальцов, Вадим Дмитриевич (61 или 62) — советский и российский писатель[272].
- Финни, Альберт (82) — английский актёр и кинорежиссёр, пятикратный номинант на премию «Оскар»[273].
- Чайковский, Збигнев (98) — польский фехтовальщик, тренер по фехтованию, спортивный публицист и теоретик спорта, профессор[274].
- Шувалов, Владимир Константинович (72) — советский пловец, серебряный призёр чемпионата Европы (1966)[275].
- Юрский, Сергей Юрьевич (83) — советский и российский актёр и режиссёр театра и кино, народный артист РСФСР (1987)[276].

## 7 февраля

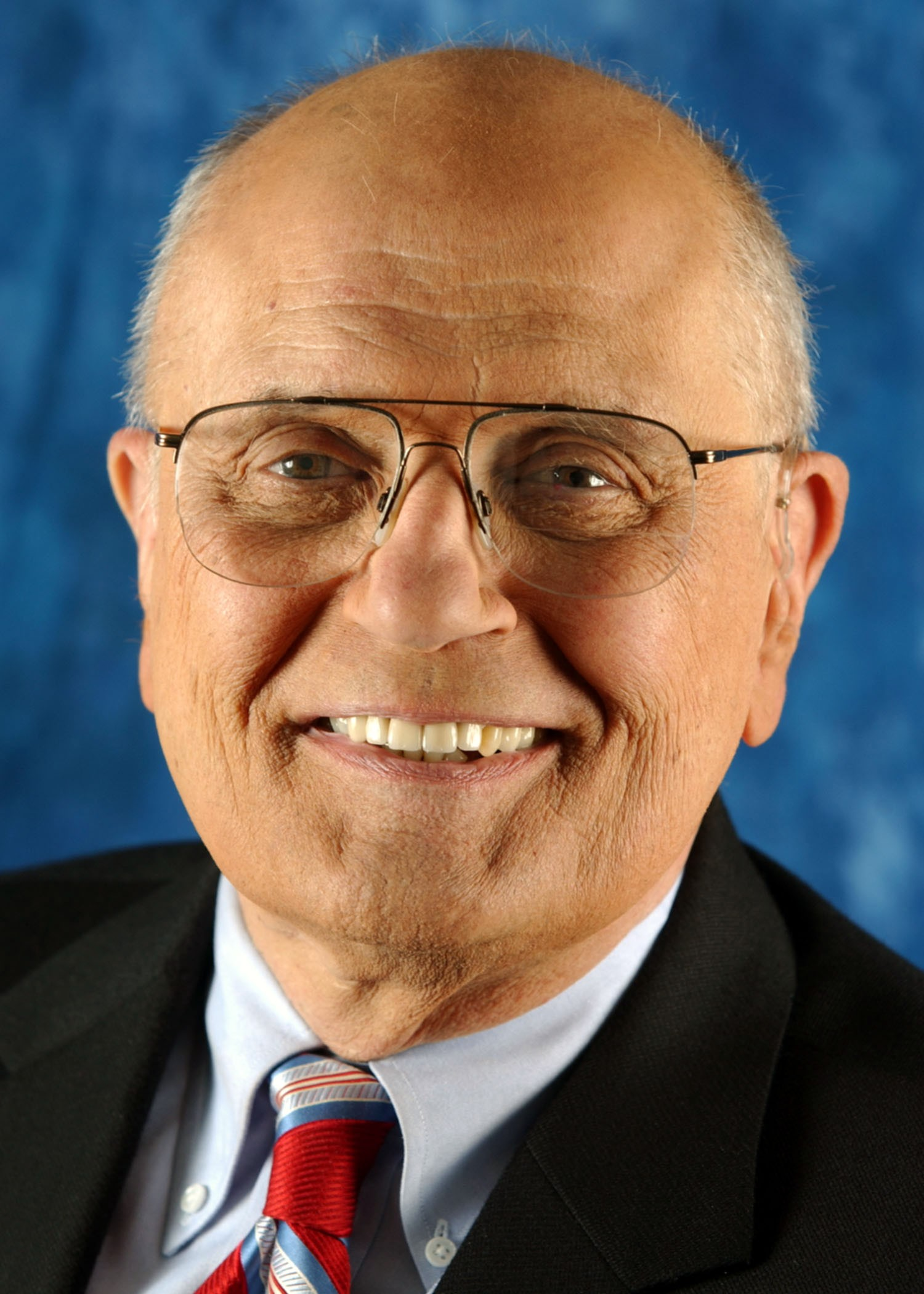
Джон Дингелл

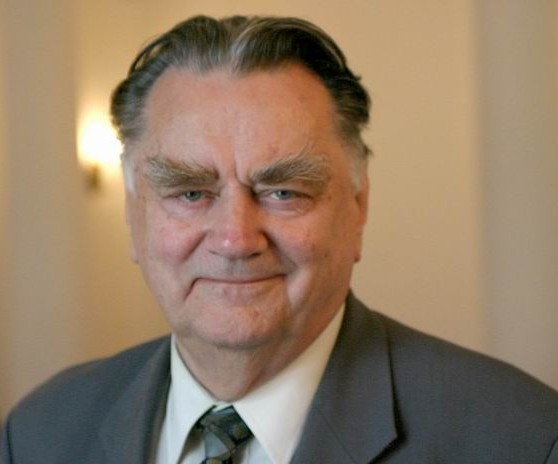
Ян Ольшевский

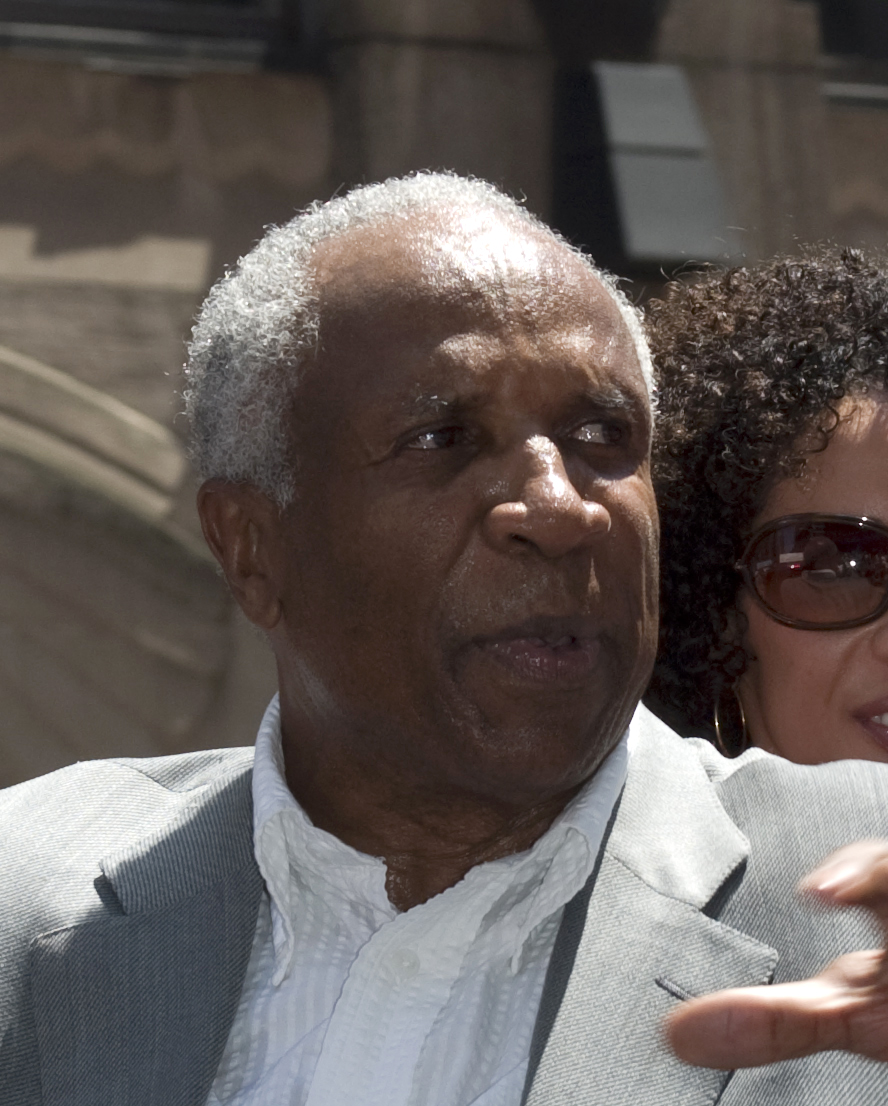
Фрэнк Робинсон

- Аргуэльо, Мириам (91) — никарагуанский государственный деятель, председатель Национальной ассамблеи Никарагуа (1990—1991)[277].
- Дингелл, Джон (92) — американский политический деятель, конгрессмен США от Демократической партии[278].
- Карасёв, Евгений Кириллович (81) — советский и российский поэт[279].
- Локридж, Рокки (60) — американский боксёр[280].
- Макшеев, Вадим Николаевич (92) — русский писатель и журналист[281].
- Ольшевский, Ян (88) — польский государственный деятель, премьер-министр Польши (1991—1992)[282].
- Притвиц, Наталья Алексеевна (87) — советский и российский журналист и популяризатор науки[283].
- Робинсон, Фрэнк (83) — американский профессиональный бейсболист и менеджер[284].
- Северин, Евгений Сергеевич (84) — советский и российский биохимик, член-корреспондент РАН (1991), сын академика С. Е. Северина[285].
- Смирнов, Валерий Владимирович (74) — советский и белорусский хоккейный тренер[286].
- Сядейский, Тихон Иванович (88) — советский государственный деятель, председатель исполкома Ненецкого окружного Совета народных депутатов (1970—1987)[287].
- Тавора, Сальвадор (88) — испанский актёр[288].
- Ферран, Жак (98) — французский спортивный журналист[289].

## 6 февраля

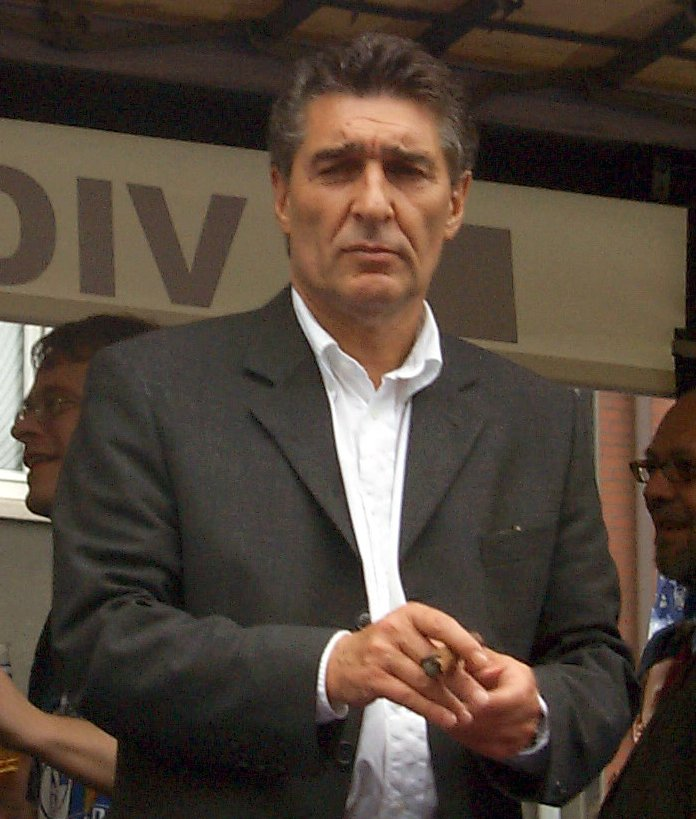
Руди Ассауэр

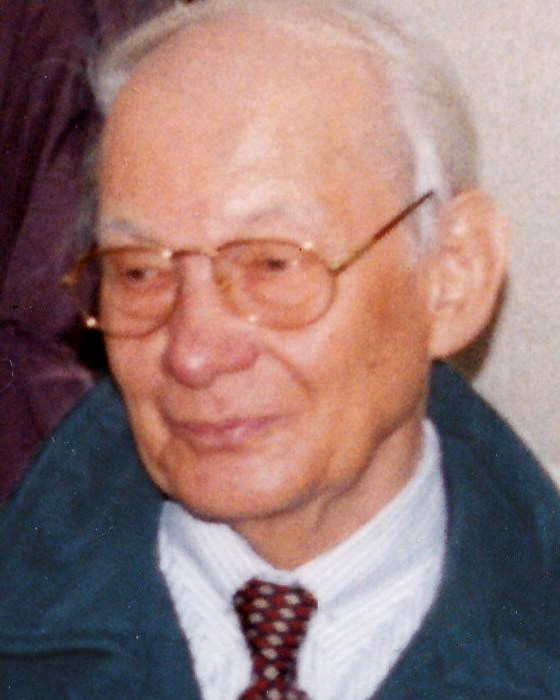
Манфред Эйген

- Акбашев, Кабир Мухаметшарипович (86) — башкирский драматург и прозаик[290].
- Ассауэр, Руди (74) — немецкий футболист, тренер и менеджер[291].
- Биэрд, Дэвид (66) — американский режиссёр и сценарист[292].
- Ван дер Звард, Тилли (81) — нидерландская легкоатлетка, бронзовый призёр чемпионата Европы по лёгкой атлетике в Белграде (1962)[293].
- Головин, Борис Сергеевич (?) — советский и российский тренер по велоспорту, заслуженный тренер России[294].
- Данлоп, Джим (82) — американский бизнесмен, основатель Dunlop Manufacturing[295].
- Делёль, Дидье (78) — французский философ, президент французского Общества философии (2009—2018)[296].
- Жаиру ду Насименту (72) — бразильский футболист[297].
- Кавалджиев, Тодор (85) — болгарский государственный деятель, вице-президент Болгарии (1997—2002)[298].
- Леви, Стивен (58) — американский киноактёр[299].
- Пилчер, Розамунда (94) — английская писательница[300].
- Эйген, Манфред (91) — немецкий физикохимик, лауреат Нобелевской премии по химии (1967), иностранный член РАН (1991; иностранный член АН СССР с 1976)[301].

## 5 февраля

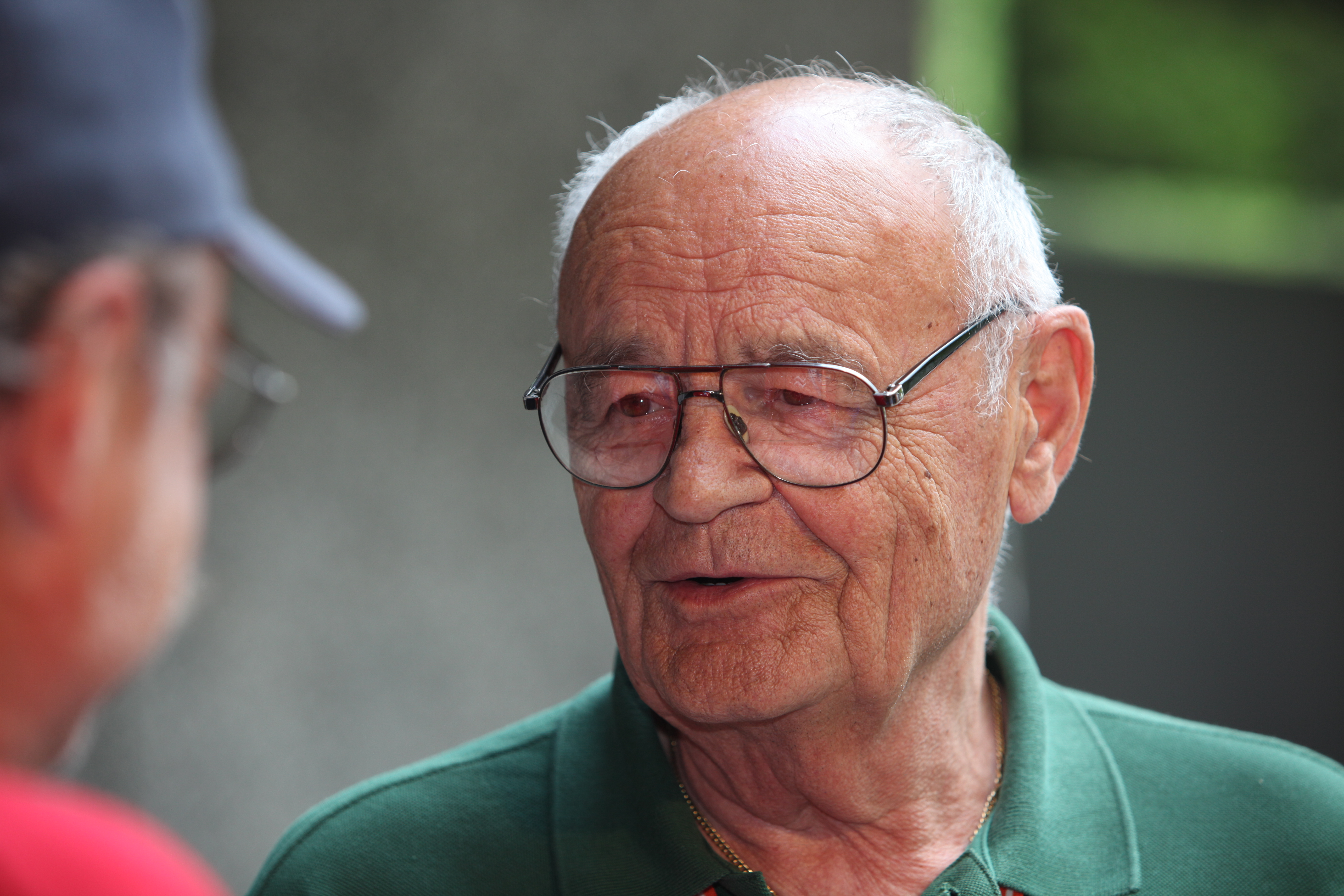
Вацлав Ворличек

- Белозёров, Юрий Николаевич (89) — советский и российский юрист, профессор Московского университета МВД России (1994), заслуженный юрист РФ (1997)[302].
- Боско, Юрий Иванович (88) — советский художник-монументалист, народный художник Российской Федерации (2006) (о смерти объявлено в этот день)[303].
- Будаев, Андрей Николаевич (56) — российский фотохудожник[304].
- Будриа, Андре (75) — канадский хоккеист, игрок НХЛ («Монреаль Канадиенс», «Миннесота Норт Старз», «Чикаго Блэкхокс», «Сент-Луис Блюз», «Ванкувер Кэнакс») и ВХА («Квебек Нордикс»)[305].
- Ворличек, Вацлав (88) — чешский кинорежиссёр[306].
- Гриневский, Олег Алексеевич (88) — советский и российский дипломат, доктор исторических наук, профессор, Чрезвычайный и Полномочный Посол СССР и России в Швеции (1991—1997)[307].
- Евдокимов, Валерий Владимирович (69) — белорусский хоккейный тренер, заслуженный тренер Республики Беларусь[308].
- Ельцов, Андрей Александрович (52) — российский художник[309].
- Зоделава, Вано (61) — грузинский государственный и политический деятель, мэр Тбилиси (1998—2004)[310].
- Костюк, Михаил Павлович (78) — советский и белорусский историк, академик НАН Беларуси (1996)[311].
- Кучинский, Юрий Болеславович (42) — российский тележурналист, корреспондент телекомпании НТВ (с 2007 года)[312].
- Лесникович, Анатолий Иванович (77) — советский и белорусский химик, академик НАН Беларуси (1996)[313].
- Лившиц, Анатолий Александрович (74) — советский и российский психиатр, доктор медицинских наук, заслуженный врач РСФСР (1989)[314].
- Бавуугийн Лхагвасурэн (74) — монгольский поэт, народный писатель Монголии, государственный и общественный деятель, народный артист Монголии (2001). Лауреат Государственной премии Монгольской Народной Республики (1990). Герой труда Монголии (2011)[315].
- Майдуров, Александр Иванович (84) — советский и российский лыжник, чемпион[когда?] и призёр[когда?] СССР, мастер спорта СССР[316].
- Мартиросян, Авраам Арутюнович (82) — советский, российский и армянский скульптор-орнаменталист[317].
- Ребров, Сергей Евгеньевич (54) — российский телеоператор, старший оператор телекомпании НТВ, член Академии российского телевидения (с 2007 года)[318].
- Хаббард, Роберт (75) — американский инженер, изобретатель системы защиты шеи и головы (1987)[319].
- Цанев, Стоян (72) — болгарский художник[320].
- Чудин-Александрин, Николай Алексеевич (72) — советский и российский архитектор, главный архитектор Оренбурга (2002—2009)[321].

## 4 февраля

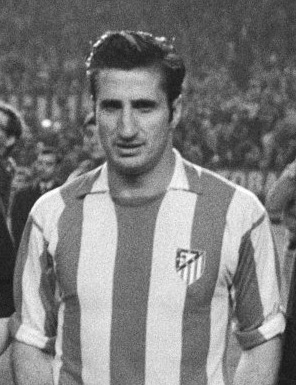
Исасио Кальеха

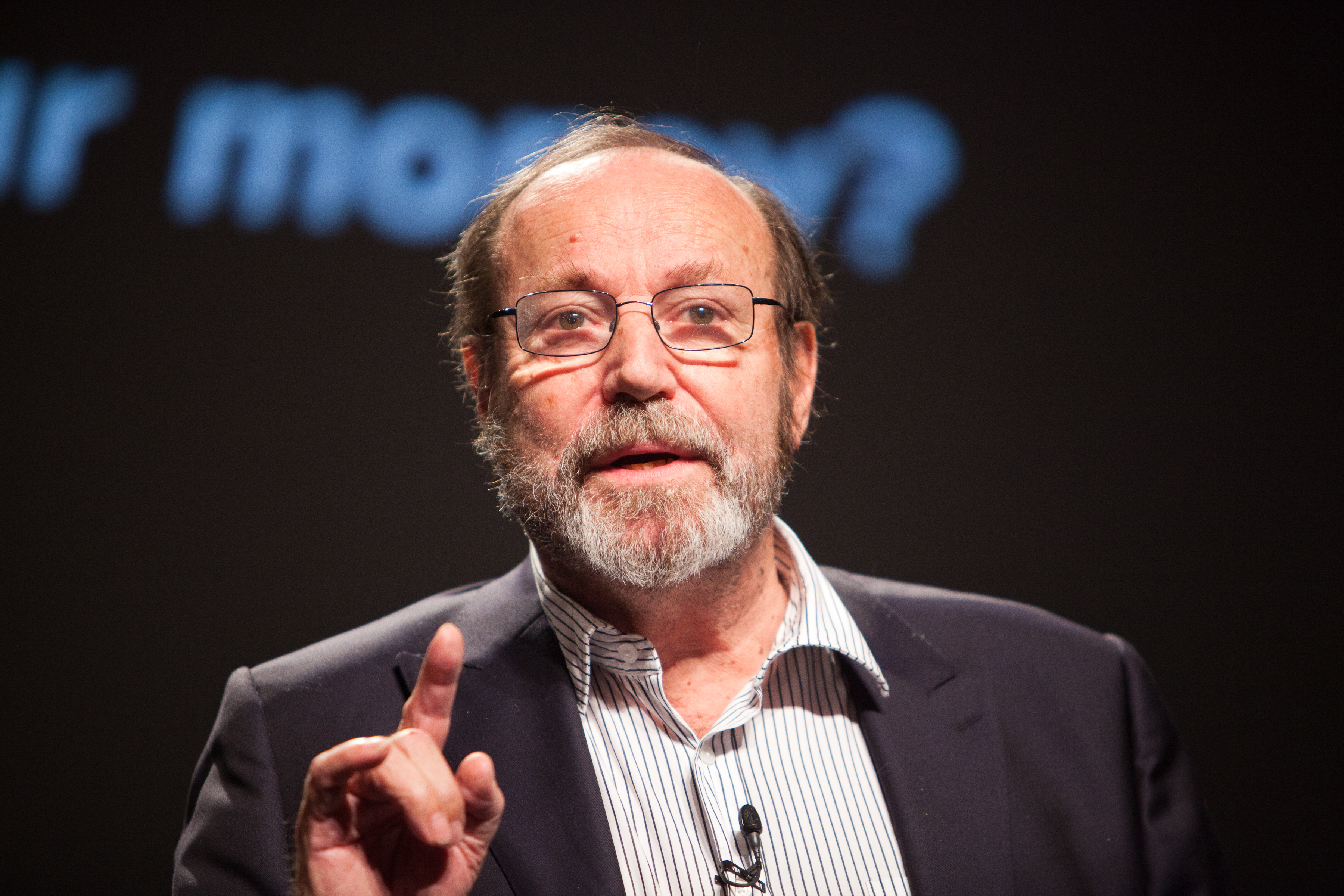
Бернар Лиетар

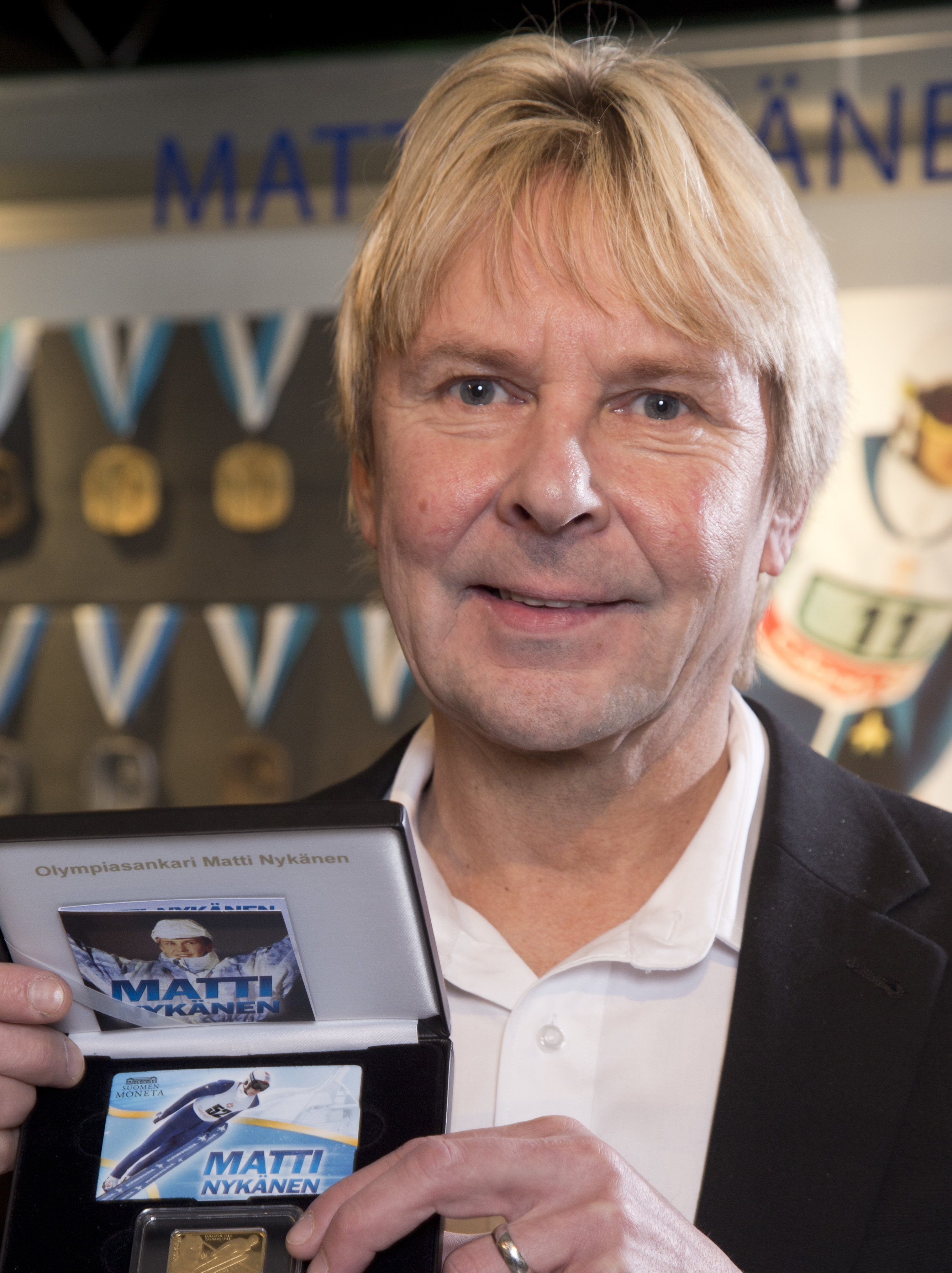
Матти Нюкянен

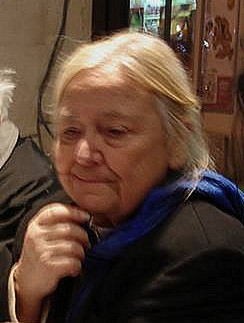
Вероника Шильц

- Александров, Евгений Владимирович (66) — советский и российский футболист и тренер; финалист Кубка СССР (1971) в составе клуба СКА (Ростов-на-Дону)[322].
- Бибер, Нита (92) — американская актриса[323].
- Габуния, Гуранда Георгиевна (80) — советская грузинская актриса, ведущая актриса театра им. К. Марджанишвили, народная артистка Грузии[324].
- Генайзия, Абдельмалек (82) — алжирский военный деятель, начальник Генерального штаба Национальной народной армии Алжира (1991—1993)), генерал-майор[325] Архивная копия от 4 февраля 2019 на Wayback Machine.
- Грамль, Герман (90) — немецкий историограф и публицист[326]..
- Зверянский, Ян Филиппович (76) — советский и российский актёр-кукольник, артист Кемеровского театра кукол имени А. П. Гайдара, заслуженный работник культуры РСФСР (1990)[327].
- Зирченко, Михаил Павлович (92) — советский Праведник народов мира, спасший во время войны тридцать два еврейских беженца[328].
- Золоев, Таймураз Александрович (87) — советский и украинский кинорежиссёр, заслуженный деятель искусств Украины (2000)[329].
- Калецкая, Татьяна Павловна (81) — советский и российский драматург и киносценарист, жена Александра Гельмана[330].
- Кальеха, Исасио (82) — испанский футболист, защитник. Победитель чемпионата Европы по футболу в Испании (1964)[331].
- Лесков, Вадим Тихонович (82) — советский и российский организатор промышленного производства и государственный деятель, директор Читинского машиностроительного завода, председатель Читинского горисполкома (1985—1990)[332].
- Лиетар, Бернар (76) — бельгийский экономист, специалист по денежному обращению[333].
- Марш, Джон Ото (92) — американский государственный деятель, министр армии США (1981—1989)[334].
- Мессерли, Бруно[англ.] (87) — швейцарский географ, иностранный член РАН (2003)[335].
- Нюкянен, Матти (55) — финский прыгун с трамплина на лыжах, трёхкратный чемпион зимних Олимпийских игр в Калгари (1988), чемпион зимних Олимпийских игр в Сараево (1984)[336].
- Овчинников, Вячеслав Александрович (82) — советский и российский композитор, дирижёр, народный артист РСФСР (1986)[337].
- Оссовски, Леоне (93) — немецкая писательница[338].
- Пенхерский, Збигнев (84) — польский композитор[339].
- Сакиева, Куляш Срымбетовна (98) — советская и казахстанская театральная актриса и певица, артистка Семипалатинского музыкально-драматического театра имени Абая, народная артистка Казахской ССР[340].
- Силла, Мохамед (44) — гвинейский футболист, игрок национальной сборной[341].
- Шильц, Вероника (76) — французский историк[342].
- Щепковский, Збигнев (66) — польский шоссейный велогонщик, участник Летних Олимпийских игр в Монреале (1976)[343].

## 3 февраля

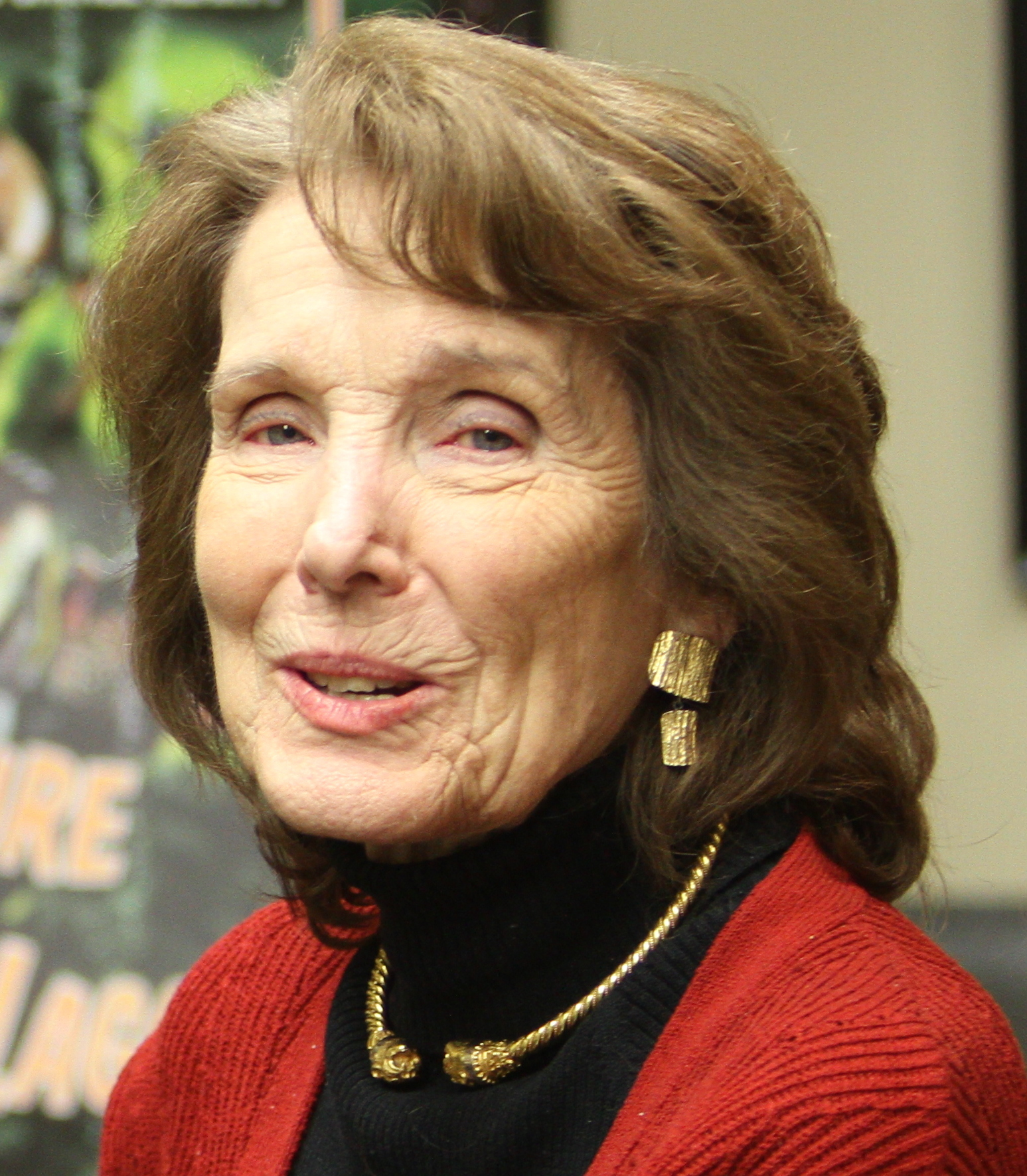
Джули Адамс

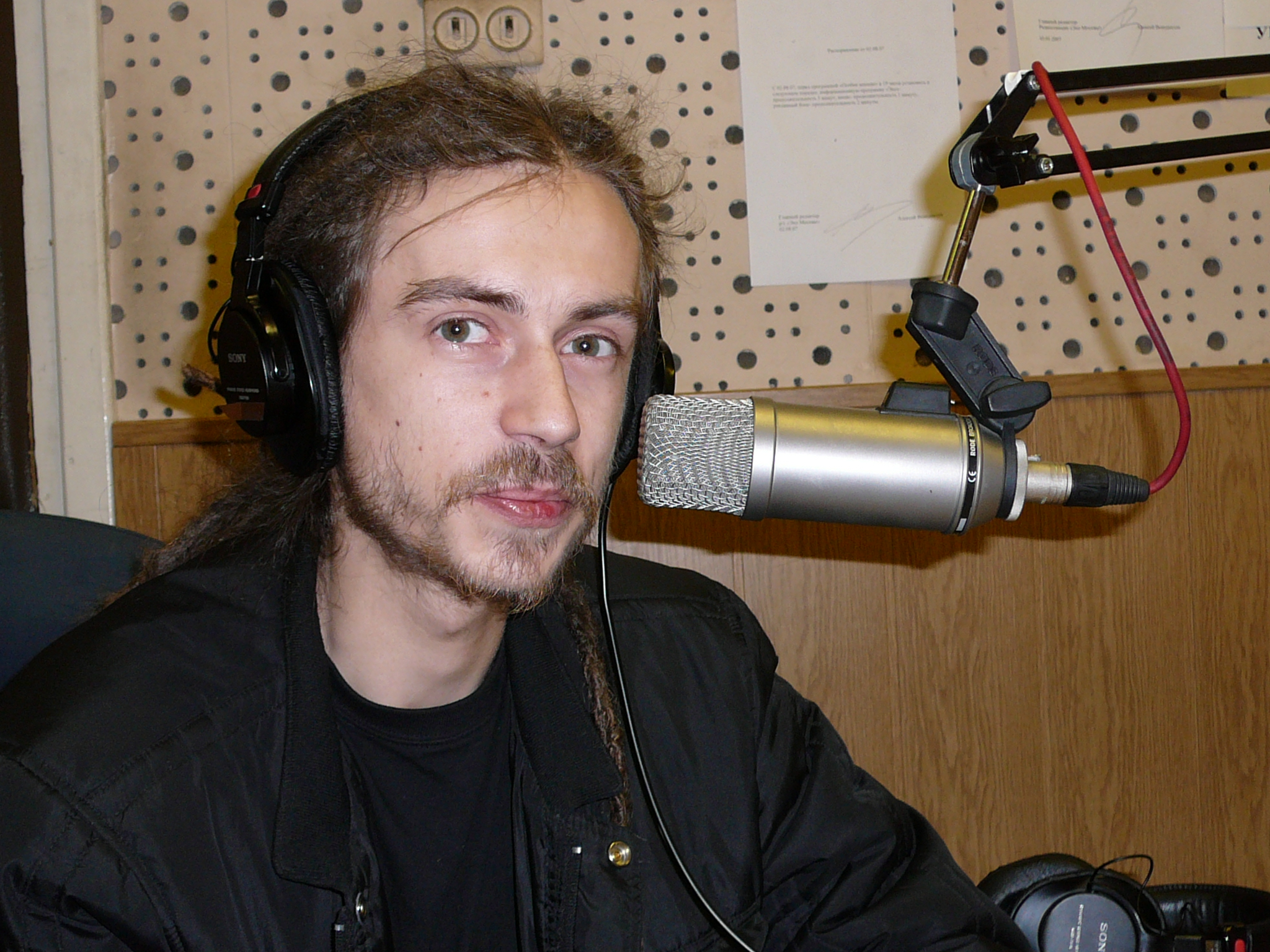
Децл

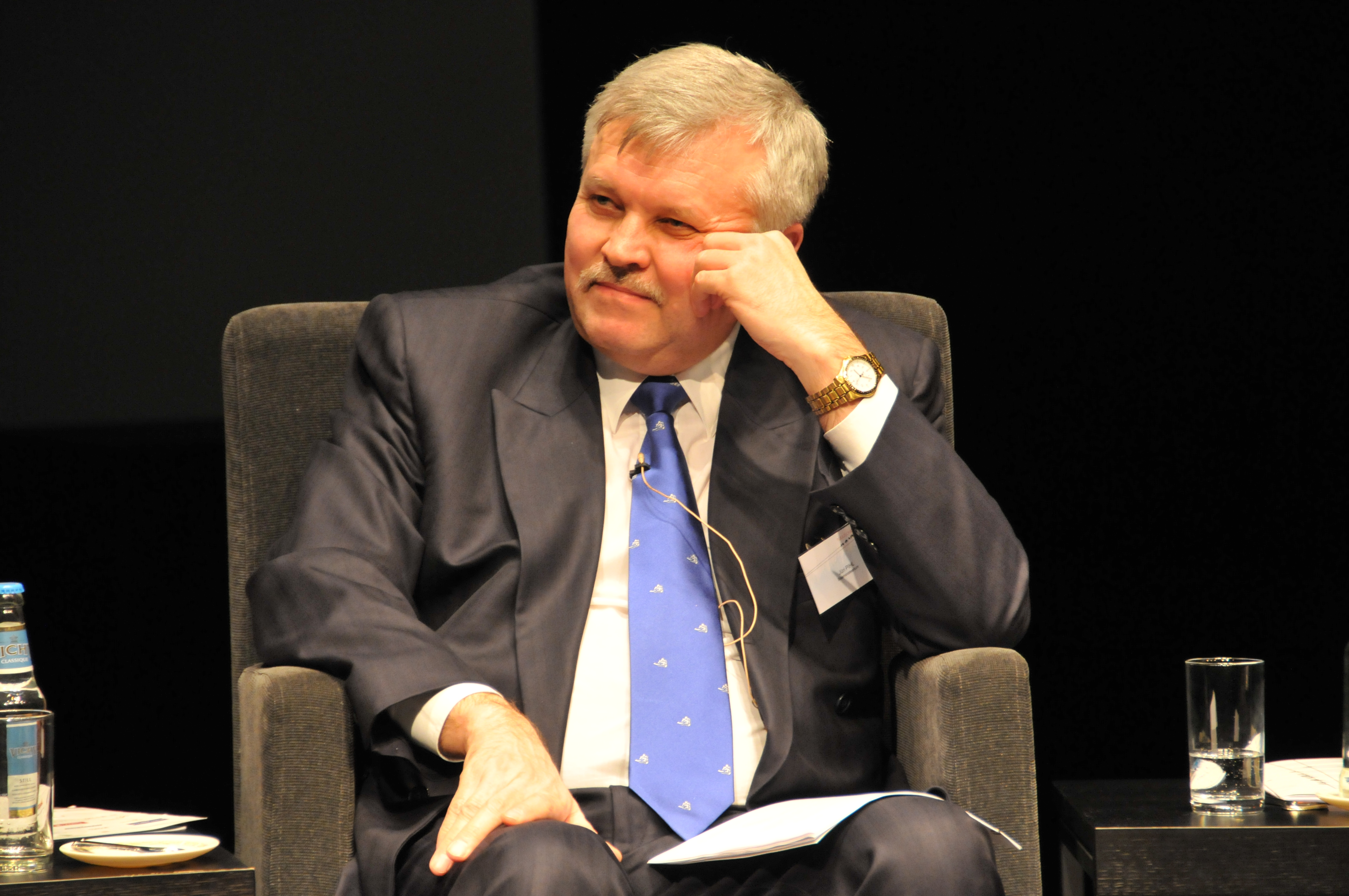
Юри Пихл

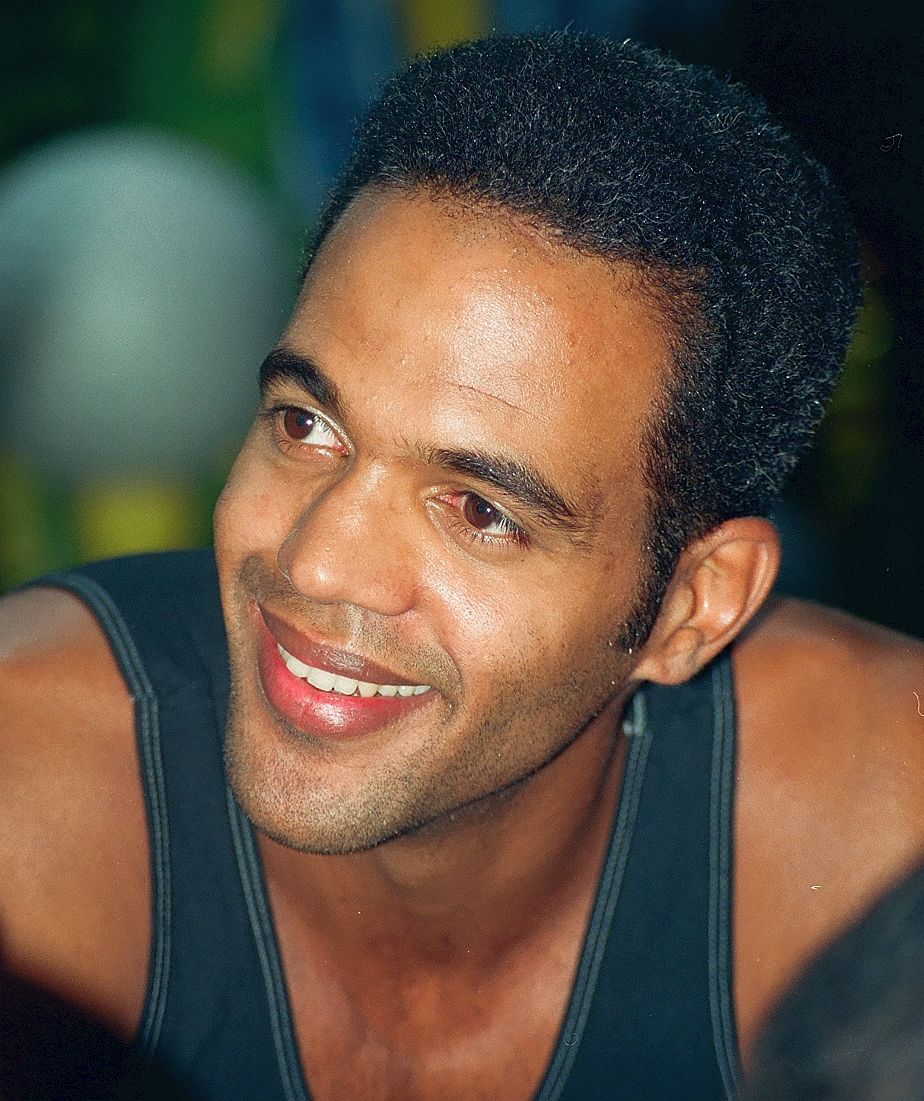
Кристофф Сент-Джон

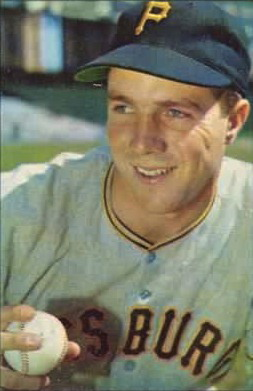
Боб Френд

- Адамс, Джули (92) — американская актриса[344].
- Аррениус, Густаф Олоф Сванте (96) — американский океанолог и петролог[345].
- Артёмов, Анатолий Иванович (76) — советский и российский актёр театра и кино[346].
- Ахетов, Амир Амантаевич (49) — казахстанский учёный, врач, лауреат Государственной премии Республики Казахстан (2017)[347].
- Децл (Толмацкий, Кирилл Александрович) (35) — российский рэп-исполнитель[348].
- Дункан, Кармен (76) — австралийская актриса[349].
- Комлева, Мария Андреевна (87) — советский и российский педагог, народный учитель Российской Федерации (2001)[350].
- Лавин, Ирвинг (91) — американский историк искусства[351].
- Ливайн, Эмили (73 или 74) — американский комик, лектор и писательница[352].
- Пихл, Юри (64) — эстонский государственный деятель, генеральный прокурор Эстонии (2003—2005), министр внутренних дел Эстонии (2007—2009)[353].
- Сёмуха, Василий Сергеевич (83) — белорусский переводчик[354].
- Сент-Джон, Кристофф (52) — американский актёр[355].
- Синклер, Джон (79) — австралийский эколог, спасший от вырубки тропические леса острова Фрейзер[356].
- Тропников, Николай Степанович (92) — капитан I ранга советского военно-морского флота.
- Френд, Боб (88) — американский бейсболист[357].
- Чейф, Уоллес (91) — американский лингвист[358] Архивная копия от 22 февраля 2019 на Wayback Machine.

## 2 февраля

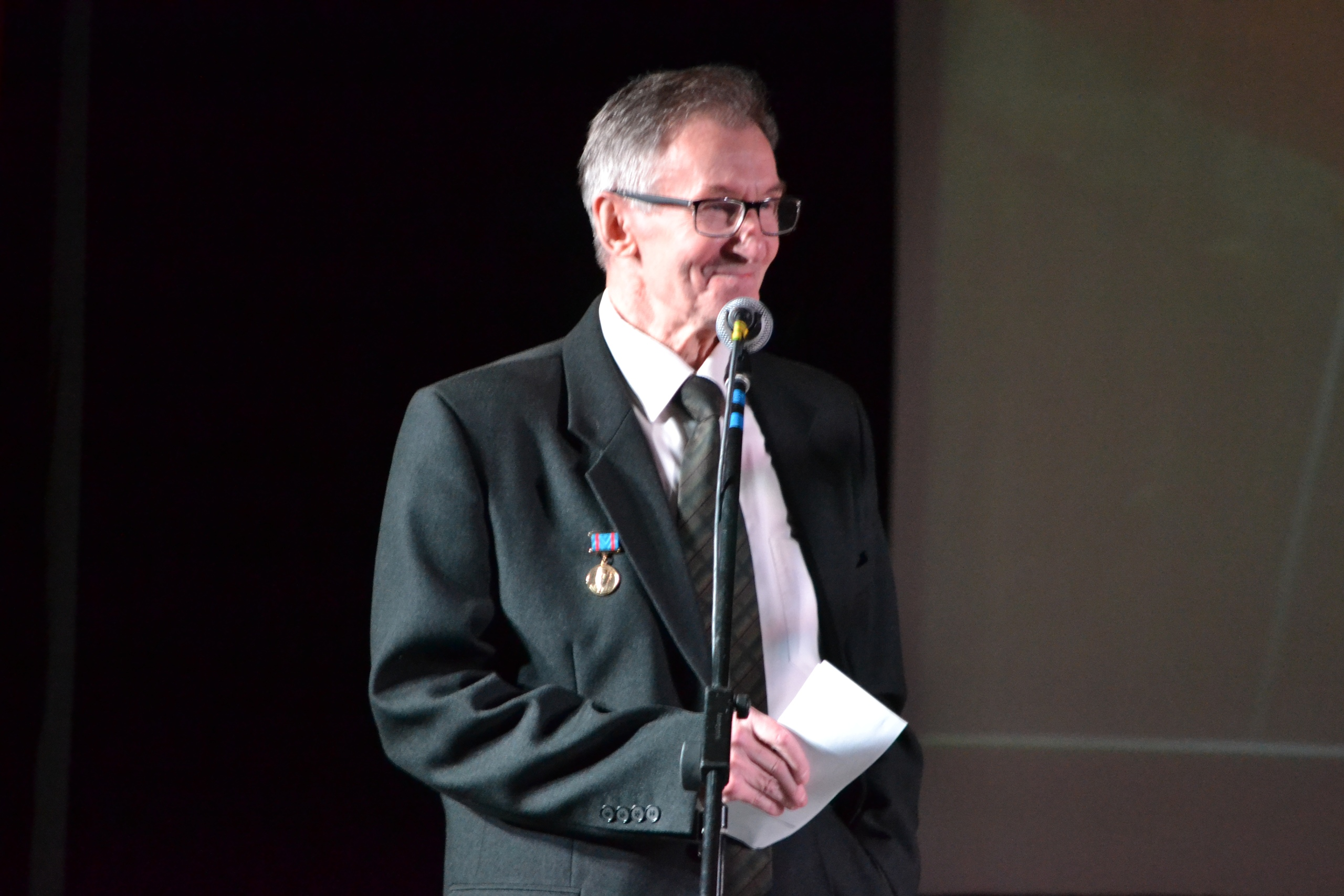
Евгений Гусев

- Васильков, Валерий Денисович (72) — российский государственный деятель, мэр Волгограда (2012—2013)[359].
- Гусев, Евгений Павлович (70) — советский и российский поэт, прозаик[360].
- Гусев, Юрий Петрович (80) — советский и российский геолог, заслуженный геолог Российской Федерации[361].
- Ельчанинов, Валентин Александрович (89) — советский и российский философ, специалист по проблемам методологии науки, профессор Алтайского государственного университета[362].
- Ельченко, Юрий Никифорович (89) — советский партийный и государственный деятель, первый секретарь Киевского горкома КП Украины (1980—1987), секретарь ЦК КП Украины (1987—1990), отец Владимира Ельченко[363].
- Селезнёв, Борис Степанович (81) — советский и российский передовик промышленного производства, бригадир токарного участка завода «Волна» Новгородского научно-производственного объединения «Волна» Министерства промышленности средств связи СССР, Герой Социалистического Труда (1981)[364].
- Симс, Билл (69) — американский музыкант[365].
- Эмшвиллер, Кэролл (97) — американская писательница-фантаст, лауреат премии Филипа Киндреда Дика (2003), двукратный лауреат премии «Небьюла» за лучший рассказ (2003, 2008)[366].

## 1 февраля
- Акназаров, Корчубек Акназарович (96) — советский партийный деятель, Герой Социалистического Труда (1966)[367].
- Аримото, Кинрю (78) — японский сэйю[368].
- Атанов, Александр Михайлович (82) — советский и российский передовик промышленного производства, лауреат Государственной премии СССР (1983)[369].
- Браун, Алекс (52) — американский гитарист (Project X)[370].
- Векингер, Эдит (95) — венгерская гимнастка, двукратный серебряный призёр летних Олимпийских игрв Лондоне (1948) и в Хельсинки (1952) в спортивной гимнастике[371].
- Захаров, Владимир Яковлевич (64) — советский и российский артист-кукольник[372].
- Каруссайт, Урсула (79) — немецкая актриса[373].
- Летенков, Эдуард Васильевич (72) — советский и российский историк, доктор исторических наук, профессор Санкт-Петербургского государственного университета[374].
- Макгахан, Эндрю (52) — австралийский писатель[375].
- Манолов, Александр (75) — болгарский футболист[376].
- Нестеров, Иван Иванович (87) — советский и российский геолог, член-корреспондент РАН (1991; член-корреспондент АН СССР с 1976)[377].
- Огада, Аюб (63) — кенийский музыкант[378].
- Островский, Ефим Семёнович (84) — советский и российский композитор и дирижёр[379].
- Покровский, Иван Фёдорович (94) — советский и российский юрист, доктор юридических наук, профессор.
- Свифт, Клайв (82) — британский актёр[380].
- Себрон, Жан (91) — французский танцовщик, хореограф и педагог[381].
- Сиграм, Лиза (82) — американская киноактриса[382].
- Соринов, Йосеф (72) — израильский футболист игравший за «Маккаби» (Нетания) и национальную сборную[383].
- Суслов, Евгений Яковлевич (81) — советский диктор и телеведущий, заслуженный артист РСФСР (1984)[384].
- Туппеттан (89) — индийский драматург[385].
- Харди, Джереми (57) — британский актёр-комик[386].